# ポケモンカードゲーム
ポケモンカードゲーム（英語: Pokémon Card Game、英題: Pokémon Trading Card Game）は、コンピュータゲームシリーズ『ポケットモンスター』を題材としたトレーディングカードゲーム（TCG）。略称はポケカ、PCG、PTCG。開発元はクリーチャーズ、発売元は株式会社ポケモン。

## 概要
『ポケットモンスター』シリーズ（以下、ゲーム版という）内でのポケモンバトルを再現したトレーディングカードゲーム（以下、TCG版という）。ただし、ゲーム版を原作としているわけではなく、それゆえ、設定の相違が度々発生している。
1996年10月20日に「ポケットモンスターカードゲーム」として最初の商品が発売された。子供を中心に普及し、のちのTCGブームの火付け役になったといえる。また日本国外でも展開されており、2024年3月末現在、世界約93の国と地域での販売実績があり、全世界で累計648億枚以上が製造されている。また、複数のパートナー企業としばしば提携を行っており、期間限定でプロモーションカードの配布や限定パックの販売が行われている。世界大会「ポケモンワールドチャンピオンシップス（WCS）」をはじめ、国内大会も多数行われている。

## 発売タイトル
2025年までに16シリーズが登場した。。本項目では、シリーズ名として以下の略称を用いる（登場順、カッコ内は略称）。
1. ポケットモンスターカードゲーム（初期シリーズ） - 発売開始：1996年10月20日[5]
ただし、単に「初期」と記述されている箇所は、必ずしも初期シリーズを意味しないので注意。
2. ポケモンカード★neo（neoシリーズ） - 発売開始：2000年2月4日[5]
3. ポケモンカード★VS（VSシリーズ） - 発売開始：2001年7月19日[5]
4. ポケモンカード★web（webシリーズ） - 発売開始：2001年10月20日[5]
5. ポケモンカードe（eシリーズ） - 発売開始：2001年12月1日[5]
6. ポケモンカードゲームADV（ADVシリーズ） - 発売開始：2003年1月31日[5]
7. ポケモンカードゲーム（PCGシリーズ） - 発売開始：2004年3月19日[5]
シリーズ名が「ポケモンカードゲーム」であり、略称が「PCG」である。
8. ポケモンカードゲームDP（DPシリーズ） - 発売開始：2006年10月27日[5]
当シリーズ以降のカードは、「殿堂レギュレーション」において使用できる[6]。
9. ポケモンカードゲームDPt（DPtシリーズ） - 発売開始：2008年10月10日[5]
10. ポケモンカードゲームLEGEND（Lシリーズ） - 発売開始：2009年10月9日[5]
11. ポケモンカードゲームBW（BWシリーズ） - 発売開始：2010年9月18日[5]
当シリーズ以降のカードは、「エクストラレギュレーション」において使用できる[6]。
12. ポケモンカードゲームXY・XY BREAK（XYシリーズ） - 発売開始：2013年11月8日[5]
13. ポケモンカードゲーム サン&ムーン（SMシリーズ） - 発売開始：2016年12月9日[4]
14. ポケモンカードゲーム ソード&シールド（Sシリーズ[注 2]） - 発売開始：2019年11月29日
15. ポケモンカードゲーム スカーレット&バイオレット（SVシリーズ[注 3]） - 発売開始：2023年1月20日
16. ポケモンカードゲーム MEGA (Mシリーズ[注 4]- 発売開始：2025年8月1日

## 用語
ポケモンカードゲームの歴史上、用語変更やルール改定が幾度となく行われている。ここでは基本的にスタンダードレギュレーションやエクストラレギュレーションの範囲で用いられる用語を中心に記し、それより前に廃止されたルールや用語などは補足にとどめる。

### プレイグラウンドなど
プレイヤー同士が対戦するスペースをプレイグラウンドといい、その上に使用するカードを置いて対戦を行う。プレイグラウンドは5つの部分に分かれており、それぞれの位置と役割は決まっている。ロストゾーンと手札はプレイグラウンドに含まない。
山札
プレイグラウンドの右側前列に位置する。用意したデッキをよく切って（シャッフル）、裏面を上にして積んだカードの山を置く場所。そのカードの山のことも山札という。基本的に、山札の上から1枚ずつカードを取り、手札に加えたり（山札を引くという）、サイドにおいたりする。おたがいの山札のカードについて、指示もなく内容を見たり順番を並び替えたりしてはならないが、おたがいの山札の枚数はいつでも確認できる。カードの効果で、指定された種類の山札のカードを手札に加える場合、そのカードを相手プレイヤーに確認させなければならない（好きなカードを手札に加える場合は相手プレイヤーに確認させない）。山札のカードのオモテを見たり、手札やトラッシュなどのカードを山札にもどしたときは、通常はそのたびにシャッフルする。
XYシリーズから、カードの効果により指定された種類の山札のカードを選ぶ場合、指定された枚数以下（0枚でもよい）のカードを選べるようになった。ただし、山札以外のカードを選ぶ場合は、これまでと同じように処理する。
山札を切る（シャッフル）
山札のカードの順番をランダムに並べ替えるために、対戦の開始時または対戦中にカードの効果などで「山札を切る」と指示された時に行う。山札を切る方法として「まず山札のカードを裏向きのまま10枚並べ、その上に1枚ずつカードを重ねていき、出来たカードの束をランダムに重ねて再び1つの束にする」という方法が推奨されているが、時間がかかるため簡略化されることが多い。大会などにおいては不正を防ぐため、自分が切った山札を相手プレイヤーに渡し、再び山札を切らせることが行われる。 山札の持ち主から見た相手プレイヤーが山札を切る場合、簡略化のために「カット」という方法も認められる。これは山札の上一部を取って2つの山に分け、上下を逆にして重ねる方法である。山札を3つ以上の山に分ける方法である「山札を切る」（シャッフル）と「カット」は明確に区別される。
バトル場
プレイグラウンドの中央前列に位置し、常にポケモンを1匹のみ置く。ワザを使えるのは、バトル場にいるポケモン（バトルポケモンという）のみである。
バトル場の横には、手札から「スタジアム」を出して使うことができる。すでに置いてあるスタジアムと同名のカードは使うことができない。別名のカードを出すとき、元からあったカードは持ち主のトラッシュに置く。
ベンチ
プレイグラウンドの中央後列に位置する。バトルポケモン以外のポケモンを最大5匹まで置くことができる。ゲーム版でいうところの「控えのポケモン」であり、バトルポケモンが「きぜつ」や「にげる」などをした際に、代わりにベンチにいるポケモン（ベンチポケモンという）をバトル場に置く。ベンチポケモンはワザを使うことはできないが、ワザのダメージや効果を受けることはありうる。ベンチポケモンの数の上限は、カードの効果で増減することがある。
場
おたがいのバトル場とベンチを合わせて場と呼び、場にいるポケモンを場のポケモンと呼ぶ。カードの説明文に「自分/相手のポケモン」と書かれていれば、自分/相手の場のポケモンをさす。また、「このポケモンがいるかぎり」と書かれていれば、当該ポケモンが場にいることが条件となる。
サイド
プレイグラウンドの左側に位置する。相手のポケモンを何匹「きぜつ」させたかを示すために、カードをウラにして置いておく場所。ゲーム版における、手持ちポケモンの数をあらわす。ゲーム開始時に、標準的なルールでは6枚を山札から引き、サイドに置く。相手のポケモンが「きぜつ」した時、自分はサイドからカードを1枚とり、手札に加える（サイドをとるという。後述のように、とる枚数は1枚とは限らない）。サイドをとるまで、ウラになっているサイドのオモテを見てはならない。サイドはどの順番でとっても良い。先にサイドのカードをすべてとり終えたプレイヤーの勝利となる。カードの効果により、ポケモンの「きぜつ」に関係なくサイドのカードが増減する場合もある。
トラッシュ
プレイグラウンドの右側後列（山札の後ろ）に位置する。「きぜつ」したポケモンやそのポケモンについていたカード、使用済みのカードを置く場所。トラッシュにカードを置くことをトラッシュするまたは単にトラッシュという。トラッシュに置くカードはすべてオモテにし、お互いのプレイヤーは、自分や相手のトラッシュのカードを自由に見ることができる。ワザなどの効果で、トラッシュのカードを山札や手札にもどすことがあるが、その場合はもどすカードを相手プレイヤーに見せなければならない。
ロストゾーン
一部のカードの「ロストゾーンにおく」という効果によりカードが送られる場所。他のTCGで言う「除外」「追放」のようなものである。2025年8月現在のスタンダードレギュレーションではロストゾーンを使う効果のカードは存在しない。場所はサイドのさらに左側であり、プレイグラウンドの外という扱いである。DPシリーズ拡張パック第6弾「破空の激闘」で初登場し、Lシリーズのカードのスタン落ちに伴い一旦、スタンダードルールから姿を消すが、SMシリーズ拡張パック第5弾で「プリズムスター」（詳細は後述）のカード実装に伴い復活した。その後Sシリーズ拡張パック「ロストアビス」でも登場したが、Fレギュのスタン落ちに伴い、再びスタンダードレギュレーションから姿を消した。ロストゾーンに置かれたカードはお互い自由に見ることができる。ワザなどの効果でカードの効果を参照する（枚数を数えてダメージを計算する、ポケモンのカードに書かれたワザを使うなど）ことはできるが、トラッシュと異なり、ロストゾーンに送られたカード自体は、その対戦中は再び使用することができない。
手札
山札やサイドから引いたカード。相手プレイヤーにオモテを見られないように手に持っておく（ただし、手札自体を隠してはならない）。手札のエネルギーカードを自分のポケモンにつけたり、トレーナーズのカードを使ったり、進化ポケモンを自分の場のポケモンに重ねて進化させたり、たねポケモンをベンチに出したりできる。お互いのプレイヤーは、いつでも相手の手札の枚数を確認することができるが、相手の手札の内容を確認することはできない。手札に枚数制限はなく、何枚でも持つことができる。プレイヤーが指示もなく手札をトラッシュすることはできない。

### 対戦用具
対戦をする時にプレイヤーが使用する用具を説明する。
デッキも対戦用具の一つである。標準的なルールでは、ちょうど60枚のカードで構成される「スタンダードデッキ」を用いる。「たねポケモン」のカードが最低でも1枚入っていて、同名のカードは4枚まで（カードの種類によって例外あり）という制限を満たしたデッキのみ、対戦に使用できる。
スタンダードデッキではなく「ハーフデッキ」を用いる場合、同名のカードは2枚までデッキに入れることができる。ハーフデッキを用いる対戦ではサイドの枚数が3枚となるが、それ以外は標準的なルールと変わらない。
以下に挙げる用具は必ずしも公式のもの（単体で、またはセット商品の付属品として市販されている）を用いる必要はなく、対戦する両者が同意すれば代用品を用いてもよく、必ずしも使用しなくてよい用具もある。
プレイマット
カードを置く位置を明確にするため、またカードが対戦卓に直接触れることによる傷や汚れを防ぐため、対戦卓にプレイマットを敷いて、その上で対戦することが多い。公式のプレイマットには、前述したプレイグラウンドの配置と役割が図示されており、プレイヤーは原則として図示された通りにカードを置く。公式グッズとしては、紙製のものがスターターなどのセット商品に同梱されている。対面2人分のプレイグラウンドが描かれたフルサイズのものと、1人用の「ハーフプレイマット」がある。素材として、引っ張りや摩耗に強い特殊紙を使用した「丈夫なプレイマット」や、裏面がラバー加工され卓上で滑りにくくなった「ラバープレイマット」も発売されている。
デッキシールド
カードに被せることでカードを傷や汚れから保護する、いわゆるカードスリーブ。公式グッズとしては、裏面にポケモンやその他のキャラクターがデザインされており、32枚または64枚程度のセットで発売されている。スリーブ自体を保護するために、内側や外側に別のスリーブを重ねてもよいが（多重スリーブ）、過去の公式大会では2重までが推奨されていた。同じデッキのすべてのカードで用いるスリーブは（何重かを含め）統一しなければならない。公式でないスリーブを用いたり、スリーブを用いずに大会に参加することも可能である。カードやスリーブの裏面に傷や汚れがあるなど、表面を見ずにカードの判別ができる状態とみなされるものは俗に「マークド」と呼ばれ、対戦で使用することは不正行為となる。
ダメカン
ポケモンが受けているダメージの量を表すのに用いるチップ状のカウンター（マーカー）であり、ポケモンのカードにのせて用いる。公式グッズとしては、板紙製（一部の低価格商品に付属しているものは薄い紙製）のものがスターターなどのセット商品に同梱されている他、立体的で半透明のアクリル樹脂製のものが発売されている。ダメカン1個で10ダメージを表す。DPシリーズからは1個でダメカン5個（50ダメージぶん）を表すやや大きなものが、BWシリーズからは1個でダメカン10個（100ダメージぶん）を表すさらに大きなものが、それぞれ追加された。カードの効果に「ダメカンを○個のせる/とる」などと表記されている場合、10ダメージぶんのものを指す。ポケモンが受けたダメージが蓄積されたままになることもあるので、対戦にはそれなりの数のダメカンを必要とする。
DPtシリーズまでは「ダメージカウンター」と呼ばれていたが、Lシリーズの開始に合わせて現在の名称に変更された。以前のシリーズのカードに書かれている「ダメージカウンター」は、「ダメカン」と読み替える。
Sシリーズまでに販売されていたダメカンの色は、10ダメージが橙色、50ダメージが赤、100ダメージが黄色だったが、SVシリーズより、それぞれ、黄色、橙色、赤に配色変更された。
マーカー
ポケモンが受けている状態を表すチップであり、ポケモンのカードにのせて用いる。代表的なものに、毒状態を表す「どくマーカー」と火傷状態を表す「やけどマーカー」があり、公式グッズとしてダメカンと同様の板紙製のものがスターターなどのセット商品に同梱されている。PCGシリーズ以前には多くの種類のマーカーが登場していた。
SVシリーズより、どく・やけどマーカーのデザインが変更された。
ポケモンのカードにのせるマーカーの他に、SMシリーズでは、1回のゲーム中に各プレイヤーが一度ずつしか使用できない「GXワザ」をすでに使用したことを記録するための「GXマーカー」が、Sシリーズ後期には、1回のゲーム中に各プレイヤーが一度ずつしか使用できない「V STARパワー」をすでに使用したことを記録するための「V STARマーカー」が、それぞれ追加された。
コイン
ワザのダメージやトレーナーズの効果の成否などをランダムに決定するために行う、コイントスに用いる。公式のものは「ポケモンコイン」と呼ばれ、スターターなどのセット商品に同梱されている他、ガチャガチャで販売されたり、イベントの景品としてオリジナルデザインのものが配布されることもある。基本的には、ホログラム（キラ）加工がなされ光っている面がオモテ、モンスターボールが描かれた黒一色の面がウラである。かつての公式ルールなどには「ポケモンの絵が描かれている面がオモテ」と記載されていることもあったが、現在ではポケモンの絵がないコインや、両面にポケモンが描かれたコインも存在する。
コインの代わりとして用いる公式の「コインサイコロ」が存在し、容易にコイントスできる透明の「二重サイコロ」がスターターセットに同梱されたこともある。それらのサイコロには、3面に「オモテ」、残り3面に「ウラ」と記載されている。コイントスの不正が起こりにくいことから、大会においても使用されることがある。
コイントス
コイントスは、コインを指で上方に弾き、縦に3回転以上させておたがいによく見える場所に落とし、ランダムにオモテ/ウラを判定すること。この方式に従わなかった（失敗した）場合にはやり直す。公式にはコインを投げるといい、「コインを1回投げ、〜」などと指示されたときに行う。多くの場合、オモテが出ればコインを投げたプレイヤー側に有利な結果をもたらす（効果を使用したプレイヤーとは必ずしも一致しない）。そのため、トスのしかたを調節して意図的にオモテを出そうとする者がいるが、それは俗に「パストス」と呼ばれる重大なマナー違反である。

### 対戦中の現象
自分の番/相手の番とは、自分/相手プレイヤーのいわゆる「ターン」のことである。公式には「ターン」という呼称を用いず、「自分の番3回ぶん（＝3ターン）」、「3回目の自分の番（＝3ターン目）」などと呼ぶ。

#### 進化
TCG版においてもゲーム版におけるポケモンの進化が再現されている。TCG版での進化は、場のポケモンのカードに対し、手札の進化ポケモンのカード（進化カードという）を、それに書かれた説明文に従って重ねて行う。場のポケモンの進化前のカードはお互いのプレイヤーがいつでも確認できる。原則として「たねポケモン」から「1進化ポケモン」、「1進化ポケモン」から「2進化ポケモン」と段階的に行う。進化すると、多くの場合HPが増加し、使えるワザや特性などの能力もより強いものになる。一方、進化前のカードに書かれたワザは使えなくなり、持っていた特性などの能力もなくなる。
進化すると受けている特殊状態はすべて回復し、ポケモンにかかっている効果もすべてなくなる。ただし、ついているカードやダメカンはそのままにしておく。
1回の番に何匹でも進化させられるが、ある番に場に出たばかりのポケモンや進化したばかりのポケモンを、同じ番に進化させることはできない。また、お互いのプレイヤーの最初の番には進化させることはできないが、これも同じ理屈であると解釈されている（「場に出したばかりのポケモンも進化させられる」という効果においても同様である）。
退化
ポケモンの「退化」は、カードの効果により「退化させる」と指示された場合にのみ起こる。対象のポケモンから進化カードを1枚はがし、進化前のポケモンへと弱体化させる。はがした進化カードは、指示に従い手札または山札にもどす。このとき、特別なカードの効果により「飛び級」の進化をしていたなら、退化も飛び級となる。自分のポケモンであっても、指示もなく進化カードをはがしてポケモンを退化させることはできない。退化したポケモンを、同じ番に再び進化させることはできない。
退化すると受けている特殊状態はすべて回復し、ポケモンにかかっている効果もすべてなくなる。ただし、ついているカードやダメカンはそのままにしておく。退化することでポケモンのHPが小さくなり、受けているダメージの方が大きくなった場合、そのポケモンは「きぜつ」する。

#### ポケモンチェック
それぞれのプレイヤーの番が終わった後、ポケモンチェックを行い、場のすべてのポケモンの状態を順に確認する。ポケモンチェックはどちらのプレイヤーの番にも含まれない。
「自分/相手の番の終わりに〜」という記述は、ポケモンチェックとは異なり、自分/相手の番の範疇である。例えば、ポケモンのどうぐ「たべのこし」の効果は「自分の番の終わり」にはたらくので、ポケモンチェックのいかなる処理よりも先に処理される。
特殊状態は主にワザの効果によってもたらされる状態で、以下の5種類存在する。ゲーム版における「状態異常」を基にしたものであるが、効果はゲーム版とは異なる（カード版における効果は後述）。カードの説明文においては専ら太字で、平仮名または片仮名で表記される。ゲーム版と異なり、「どく」と「やけど」など複数の状態が重なることがある。ただし、「ねむり」「マヒ」「こんらん」の3種および、同種の特殊状態は互いに重ならず、後に受けたものに上書きされる（例えば、「ねむり」状態のポケモンが新たに「こんらん」を受けると、後者になる。また、ダメカンを2個のせる特殊な「どく」状態のポケモンが、新たにダメカンを1個のせる通常の「どく」を受けた場合も、後者になる）。バトル場を離れる、進化・退化する、特定のトレーナーズの効果を受けるなどにより回復する。
この項目では以下、読みやすさのため、特殊状態は漢字表記とする。
どく（毒）
ポケモンに「どくマーカー」をのせることで表される。ポケモンチェックのたびに、そのポケモンにダメカンを1個（10ダメージ分）のせる。毒状態のポケモンはワザを使うことも逃げることもできる。バトル場にいる限り、自然に回復することはない。
やけど（火傷）
ポケモンに「やけどマーカー」をのせることで表される。ポケモンチェックのたびに、そのポケモンにダメカンを2個のせる。その後コインを1回投げ、オモテなら火傷状態から回復するが、ウラなら火傷状態が続く。火傷状態のポケモンはワザを使うことも逃げることもできる。
XYシリーズ以前のルールでは、ダメカンをのせる前にコインを1回投げ、オモテが出たらダメカンをのせず、ウラが出たらダメカンを2個のせる効果で自然回復しなかった。
ねむり（眠り）
ポケモンのカードを横向きに置くことで表される（左右どちら向きでもよい）。眠り状態のポケモンはワザを使えず、逃げられない。ポケモンチェックのたびにコインを1回投げ、オモテなら眠り状態から回復するが、ウラなら眠り状態が続く。
相手の番に眠り状態となった自分のポケモンは50%の確率で、自分の番を迎える前のポケモンチェックで即座に眠り状態から回復することになる。よってマヒほど強力な特殊状態とはみなされていない。
マヒ（麻痺）
眠りと同様、ポケモンのカードを横向きに置くことで表される（左右どちら向きでもよく、眠りと表示上の区別をしなくてもよい）。麻痺状態のポケモンはワザを使えず、逃げられない。麻痺状態で終えた自分の番の直後のポケモンチェックの際、麻痺状態から自動的に回復する。
麻痺は強力な特殊状態だと考えられており、麻痺状態にする効果のほとんどはコイントスで成否を判定したり、条件が限られたものであったり、重いコストを必要とする。
こんらん（混乱）
ポケモンのカードの上下を逆向きに置くことで表される。混乱状態のポケモンは、ワザの使用を宣言する際にコインを投げ、オモテならワザを使える。ウラならワザを使えず、そのポケモンにダメカンを3個のせる。混乱状態のポケモンは逃げることができ、逃げると混乱状態から回復するが、自然に回復することはない。以上の通り、特殊状態のうち混乱だけはポケモンチェックと無関係である。
初期は、「ワザが失敗した場合、成功していれば与えるはずだったダメージを受ける（お互いの弱点・抵抗力・すべての効果の計算をしない）」「逃げる時もコイントスを行い、オモテなら成功。ウラなら失敗し、逃げるために必要なエネルギーのみを失い、その番には再び逃げられなくなる」という非常に強力な効果であった。

#### その他の現象
きぜつ（気絶）
ゲーム版における「ひんし」、アニメ版における「戦闘不能」に相当する。ポケモンの受けているダメージが最大HP以上になったとき、また「ポケモンを気絶させる」という効果を受けたとき、ポケモンは気絶する。カードの説明文では専ら太字で「きぜつ」と表記される。自分のポケモンが気絶した場合、次の手順で処理を行う。
1. そのポケモンが気絶したときにはたらく、または使える効果があれば、それを処理する。
2. 自分は、そのポケモンのカードと、その進化前のポケモンのカードや、その他ついているすべてのカードをトラッシュする。なお、カードの効果により、トラッシュの代わりにロストゾーンにおく場合もある。
3. 相手は、サイドを1枚選んでとる。
4. 気絶したポケモンがバトルポケモンである場合、自分のベンチポケモンをバトル場に出して新たなバトルポケモンとする。

カードの効果により、サイドをとる枚数が1枚増える/減る場合や、気絶させてもサイドをとらない場合もある。気絶すると相手にサイドを2枚、ないしは3枚とられるポケモンも存在する。同時に複数のポケモンを気絶させた場合は、それぞれの分のサイドをまとめてとる。
お互いのバトルポケモンが同じタイミングで気絶した場合、先にベンチポケモンをバトル場に出すのは、次に番を行うプレイヤーである。
カードの効果により、場のポケモンのカードを直接トラッシュする場合があるが、気絶による場合以外では、トラッシュしてもサイドをとることはできない。そのような効果には、「この効果は気絶ではない」と表記されているものもある。直接ロストゾーンにおく場合も同様である。
にげる（逃げる）
バトルポケモンをベンチに戻すこと。ゲーム版における「交代」に相当する。カードの説明文において、DPtシリーズまでは専ら太字で「にげる」と表記され、「にげるができない」などと名詞的に使われていたが、Lシリーズからは「にげられない」などと動詞的に使われる場合もある。ルール上は「にげる」を使うともいう。ベンチポケモンがいるなら、自分の番に1回だけ行える。まず、バトルポケモンについているエネルギー（種類は不問）を、ポケモンのカードに記された個数だけトラッシュする（1個も書かれていないポケモンは、トラッシュせずに逃げられる）。その後、バトルポケモンをベンチに置いてから、ベンチポケモンをバトル場に出し、新たなバトルポケモンとする。トラッシュするエネルギーが足りない場合や、ベンチポケモンがいない場合は逃げられない。特性やスタジアムなどの効果で、必要なエネルギーの数が増減する場合がある。
必要なエネルギーの数は、ポケモンごとのイメージ（鈍重さや身軽さ）によって一定の傾向があるが、ゲーム版で「すばやさ」が高いポケモンほど必要なエネルギーが少ないとは限らない。例えば、ゲーム版ではほとんどのポケモンは進化するとすばやさが上がるが、カードゲームでは進化するにつれて必要なエネルギーが減るポケモンは少ない。
初期は自分の番に何回でも逃げられた。また、逃げるために必要なエネルギーのことを、Lシリーズまではにげるエネルギーと呼んでいたが、BWシリーズからは公式的な用語としては廃止された（現在は「にげるためのエネルギー」と表記される）。
ポケモンの入れ替え
カードの効果で、バトルポケモンとベンチポケモンを入れ替えることがある。「逃げる」とは異なる行動であり、エネルギーをトラッシュしない。逃げられない状態のバトルポケモンも入れ替えられ、回数に制限はない。バトルポケモンを指定してベンチポケモンと入れ替える場合と、ベンチポケモンを指定してバトルポケモンと入れ替える場合の2パターンがあるが、どちらの場合も基本的に、効果を発生させた側のプレイヤーが入れ替える元のポケモンを選び、受けた側のプレイヤーが入れ替える先のポケモンを選ぶこととなっている。
同じ番にバトルポケモンを2回入れ替えたり、「逃げる」と入れ替えを1回ずつ行うことにより、バトルポケモンの受けている不利な状態を解消しつつバトル場に残ることができる。このテクニックを俗にベンチキャンセルという。

### タイプ
| 色        | TCG版のタイプ | ゲーム版のタイプ                                           |
| --------- | ------------- | ---------------------------------------------------------- |
| 緑        | 草            | くさ、むし、どく（1996–2006）                              |
| 赤        | 炎            | ほのお                                                     |
| 青/水色   | 水            | みず、こおり                                               |
| 黄色      | 雷            | でんき                                                     |
| 紫        | 超            | エスパー、ゴースト、どく（2006–2019）、フェアリー（2019–） |
| 茶色/橙色 | 闘            | じめん、かくとう、いわ                                     |
| 黒        | 悪            | あく、どく（2019–）                                        |
| 銀色      | 鋼            | はがね                                                     |
| 金色      | ドラゴン      | ドラゴン（2012–）                                          |
| マゼンタ  | フェアリー    | フェアリー（2014–2019）                                    |
| 白        | 無色          | ノーマル、ひこう、ドラゴン（1996–2012）                    |

すべてのポケモンおよびエネルギーに設定されている属性。あるタイプのポケモンおよびエネルギーのことを、○ポケモンおよび○エネルギー（○にはそれぞれのタイプが入る）という。説明文では、タイプの名前は専ら以下に示すマーク（タイプアイコン）で表される。
ゲーム版でのタイプは18種類であるが、TCG版ではある程度簡略化され、これまでに11種類存在する。ゲーム版の「わざタイプ」に相当するものはない。ゲーム版のタイプも参照。
ゲーム版において複数のタイプを持つポケモンは、TCG版ではタイプの異なる複数の種類のカードとして登場することがある。また、以下の傾向とは異なるタイプでカード化されるポケモンも存在する。例えば、ゲーム版におけるルギアはエスパー・ひこうタイプのポケモンであるが、Lシリーズの伝説ポケモン「ルギアLEGEND」は水タイプである。また、PCGシリーズには、本来とは違うタイプを持った「δ-デルタ種」と呼ばれるポケモンが登場している。
草タイプ（くさタイプ）
ゲーム版におけるくさタイプ・むしタイプに相当する。PCGシリーズまでは、どくタイプもここに属していた。緑、葉っぱのマークで表される。
炎タイプ（ほのおタイプ）
ほのおタイプに相当する。赤、炎のマークで表される。ゲーム版におけるほのおポケモンの種類が少ないため、カードゲームにおいても他タイプに比べ数が少ない傾向にある。
水タイプ（みずタイプ）
みずタイプ・こおりタイプに相当する。青または水色、水滴のマークで表される。ゲーム版におけるみずポケモンの種類が多いため、数が多い傾向にある。
雷タイプ（かみなりタイプ）
でんきタイプに相当する。黄色、稲妻のマークで表される。炎タイプと同様の理由により数が少ない。
超タイプ（ちょうタイプ）
エスパータイプ・ゴーストタイプに相当する。また、DP〜SMシリーズではどくタイプもここに属していた。Sシリーズ以降ではフェアリータイプも属している。紫、瞳のマークで表される。超タイプを持つポケモンは非常に多い。
闘タイプ（とうタイプ）
じめんタイプ・かくとうタイプ・いわタイプに相当する。茶色または橙、拳のマークで表される。ゲーム版における多くのタイプが内包されているため数は多い傾向にある。
無色タイプ（むしょくタイプ）
ノーマルタイプ・ひこうタイプに相当する。BWシリーズ途中までドラゴンタイプのポケモンも属していた。白、六芒星のようなマークで表される。ワザを使うのに特定のタイプのエネルギーを必要としないポケモンがほとんどであるが、eシリーズ以降では、ゲーム版でドラゴンタイプであるポケモンの中には、エネルギーのタイプを複数必要とするワザを持っているものも存在する。このタイプを持つポケモンも多い。
悪タイプ（あくタイプ）
あくタイプに相当する。また、Sシリーズからどくタイプも加わった。黒または深緑、弧を下にした三日月のマークで表される。ゲーム版「金・銀」であくタイプが追加されたことに伴いneoシリーズから追加され、当シリーズでは、新しいタイプであることを示すマークが付けられた。
鋼タイプ（はがねタイプ）
はがねタイプに相当する。銀色、逆三角形の周囲を三本の曲線で囲んだようなマークで表される。悪タイプと同様、ゲーム版「金・銀」ではがねタイプが追加されたことに伴いneoシリーズから追加され、当シリーズでは、新しいタイプであることを示すマークが付けられた。登場以降削除されたことはないが、ゲーム版でのはがねポケモンが少ないため、炎や雷タイプに輪をかけて所属ポケモンが少ない傾向にあり、1枚も収録されないセットも多くある。
フェアリータイプ
フェアリータイプに相当する。マゼンタ、四芒星の両側を流線型の図形で包み込んだようなハートに近いマークで表される。ゲーム版「X・Y」でフェアリータイプが追加されたことに伴い、XYシリーズから追加された。「基本フェアリーエネルギー」のカードも同時に追加された。Sシリーズでは超タイプに統合され、フェアリータイプのポケモンは登場しなくなった。現在のスタンダードレギュレーションでは「基本フェアリーエネルギー」も使用できない。
ドラゴンタイプ
ドラゴンタイプに相当する。金色（に近い色）、竜のようなマークで表される。BWシリーズ「ドラゴンセレクション」から追加された（新タイプであることを示すものは特に付されなかった）。他のタイプとは異なり、エネルギーのタイプとしては存在していない。当タイプのポケモンのほとんどは、2つのタイプのエネルギーを必要とするワザを持っている。Sシリーズになり一年以上にわたって登場せず、削除・統合されたかのような期間が続いたが、同シリーズの「摩天パーフェクト」より再び登場するようになった。また、XYシリーズとSMシリーズの間でテーマカラーの金色の色味が大幅に変化している。

### カードの内容
カードに記されている文章やマークなどの情報について述べる。

#### 対戦に関係する情報
対戦に用いられる情報を挙げる。以下の情報の多くはポケモンのカードに特有であり、トレーナーズやエネルギーのカードに記される情報はずっと少ない。
カード名
カードの名前。カードが同名であるか別名であるかの判別に用いられる。ただし、ここに記される表記の一部はカード名として扱われない。具体例は後述する。
HP（エイチピー）
ポケモンごとに設定されたヒットポイント（体力）。受けているダメージの合計がHP以上になったポケモンは気絶する。必ず10の倍数である。強力なポケモンほどHPが大きい傾向にある。
タイプ
ポケモンやエネルギーのカードに設定されたタイプ。1つまたは2つのタイプアイコンが付されている。詳しくは#タイプを参照。
分類（進化マーク）
ポケモンのカードを手札から場に出す方法による区分。BWシリーズ以降、公式的には「進化マーク」と呼ぶが、本項目においては「分類」という呼称で統一する。「たね」「1進化」「2進化」などと記され、その隣には、例えば「ハリマロンから進化」などと具体的な方法が明記されている。分類が同じならば、場に出す方法も同様である。詳しくは#ポケモンのカードを参照。
ワザ
ポケモンの持つ「技」。ルール上およびカードの説明文においては、専ら片仮名で「ワザ」と表記される。TCG版におけるワザのダメージや効果は、ゲーム版における同名の「わざ」を意識した物が多い。ただし、ゲーム版ではダメージを与えられない「へんかわざ」とされているワザにダメージが設定されていたり、その逆の場合もある。
ほとんどのポケモンは、1〜3個程度のワザを持っている（ワザを持たないポケモンや、4個持っているポケモンも稀に存在する）。ワザにはダメージまたは効果、あるいはその両方が設定されている。ワザごとに、必要なエネルギーの種類と数が設定されており、その条件を満たさないとワザは使えない。DPシリーズ以降、エネルギーを必要としないワザも一部存在し、その場合、必要なエネルギーの箇所に影のようなマークが付されている。ワザを使ってもエネルギーは消費されず、そのままにしておく。カードの効果により、特定の条件でワザのダメージを増減させたり、ダメージや効果を受けなくなる場合がある。
かつてはワザの説明文に太字の「自分」「相手」という表記が用いられ、それぞれ「ワザを使うポケモン自身」「ワザを受ける相手のバトルポケモン」を意味したが、Lシリーズから公式用語としては廃止された。
ワザのエネルギー
ワザ名の左にあるアイコンは、ワザに必要なエネルギーのタイプと数を示す。そのタイプは、草・炎・水・雷・超・闘・悪・鋼・フェアリーの9種類である。無色タイプのアイコンが付されているワザも存在するが、このアイコンは必要とするエネルギーの種類を問わないという意味であり、無色エネルギーを要求するものではない。
多くの場合、ワザに必要なエネルギーのタイプはポケモンのタイプと一致するが、例外もある。例えば、「なみのりピカチュウ」は雷タイプのポケモンであるが、ワザ「なみのり」を使うには水エネルギーが必要である。
かつてはワザに必要なエネルギーのことを「ワザエネルギー」と呼んでいたが、Lシリーズから公式用語としては廃止された（現在は「ワザに必要なエネルギー」と呼称される）。
ワザのダメージ
ワザ名の右にある数字はワザのダメージを表し、HPと同様に必ず10の倍数である。ワザ名の下にある文章はワザの説明文であり、その説明に従ってダメージを与える対象・量が決定される場合がある。ダメージの右に「+（プラス）」「-（マイナス）」「×（かける）」が付されている場合は、条件によってダメージが変動することを示す。強力なポケモンほど、ワザのダメージが大きい傾向にある。
ワザの効果
ワザの説明文のうち、ダメージに関するもの以外はすべて効果である。ポケモンに効果を与えるもの（バトルポケモンを特殊状態にする、ついているエネルギーをトラッシュするなど）、プレイヤーに効果を与えるもの（グッズを使えなくする、山札からカードを引くなど）などに分かれる。「相手のポケモンにダメカンをのせる」「相手のポケモンを気絶させる」などは、ダメージでなく効果として扱われる。効果をもつワザを持たないポケモンは、俗にバニラと呼ばれる。
持続する効果
「次の相手の番の終わりまで、ポケモンの弱点がなくなる」などといった、一定の期間続く効果のことを「持続する効果」という。ポケモンが受けている持続する効果は、バトル場を離れたり、進化・退化・レベルアップ・レベルダウンをすることでなくなる。プレイヤーが受けている持続する効果は、「受けている効果はなくなる」という効果のあるカードを使った場合を除き、なくなることはない。

特性（とくせい）
BWシリーズから登場したワザ以外の能力。「宣言して使う」ものと、「自動的にはたらく」ものに分かれる。
「宣言して使う」ものは、ワザとは異なりエネルギーなしで使え、使っても自分の番は終わらない。一部、ポケモンが手札やトラッシュに存在する場合に使用できる特性もある。
「自動的にはたらく」ものは、その特性を持つポケモンが場に出ているだけで自動的に効果がはたらいている（プレイヤーの意思ではたらかなくすることはできない）。ただし、効果がはたらく条件が設けられているものも多い。
弱点・抵抗力
ほとんどのポケモンが弱点を持ち、多くのポケモンが抵抗力を持っている。複数の弱点や抵抗力を持つポケモンも一部存在する。弱点・抵抗力は、ゲーム版のタイプの相性を再現したものである。ただしゲーム版と異なり、ワザを与える側のタイプとは、ワザのエネルギーに関係なく、そのポケモン自身のタイプである。ポケモンについているエネルギーのタイプでもない。それぞれのダメージの変化量は、PCGシリーズまではカードに記載されず、DPシリーズから記載されるようになった（具体的数値は後述）。ポケモンに設定される弱点・抵抗力は、概ねゲーム版のそれと一致しているが、本来は「効果はいまひとつ」であるはずのタイプが弱点として設定されていたり、「効果はない」はずのタイプが抵抗力として設定されず、場合によっては弱点として設定されることもある。ゲーム版のタイプ相性も参照。
弱点・抵抗力の影響を受けるのは、ワザのダメージだけである。例えば、ダメカンをのせるという効果において、のせるダメカンが増減することはない。ワザを使うポケモン自身へのダメージも、弱点・抵抗力の計算をするが、ベンチポケモンへのダメージは、それらの計算をしない。弱点・抵抗力の両方に該当する場合、先に弱点を計算し、次に抵抗力を計算する。
弱点
ポケモンが苦手とするタイプ。ワザを使うポケモンのタイプと同じタイプの弱点を持つポケモンにダメージを与える（弱点を突くという）場合、ダメージが増加する。増加量は、PCGシリーズまでは一律に「×2」とされていたが、DPシリーズからは増加量が個別に設定（+10〜40、および×2）された。Lシリーズからは再び一律に「×2」となった。ポケモンが持っている2つの弱点（×2）の両方を突く場合、与えるダメージは4倍（＝2×2）となる。弱点におけるダメージの変化量を変更、あるいは弱点をなくす効果を持つカードが存在する。
抵抗力
ポケモンが抵抗を持つタイプ。ワザを使うポケモンのタイプと同じタイプの抵抗力を持つポケモンにダメージを与える場合、ダメージが減少する。減少量は、初期は一律に半分（端数は切り上げ）、PCGシリーズまでは一律に「-30」とされていたが、DPシリーズからは減少量が個別に設定（-20〜30）され、Lシリーズからは一律に「-20」となった。Sシリーズからは再び「-30」となった。抵抗力におけるダメージの変化量を変更、あるいは抵抗力をなくす効果を持つカードが存在する。

にげる
ポケモンが逃げる際にトラッシュしなければならないエネルギーの個数が無色タイプのアイコンの数で示されている。通常は0〜4個であるが、DP時代以前には5個のポケモンも存在した。
特別ルール
一部のカードに適用される特別なルール。SVシリーズの「exルール」や、Sシリーズの「VMAXルール」「かがやくポケモンのルール」などがある。カードに明記されていないものと共に、#特殊なポケモンおよび#過去の特殊なポケモンの節で詳しく述べる。
レギュレーションマーク
SMシリーズから追加された、各種レギュレーション（詳細は後述）において使用可能なカードを判定するためのマーク。現在A〜Iが存在し、2025年6月現在、スタンダードレギュレーションではG〜Iのカードが使用可能。
古代・未来のマーク
SVシリーズに登場するHPやトレーナーズの文字の下に書かれているマーク。それぞれのマークに対応した効果をもつポケモンやトレーナーズがある。

#### その他の情報
カードには、以下のような対戦で用いられない情報も記されている。これらは主にコレクターのために用意されている。
ポケモンのデータ・説明文
ゲーム版の「ポケモン学」による分類および高さ・重さ、ポケモン図鑑に書かれている説明文が記載されている。BWシリーズ以降の気絶時サイドを2枚、ないし3枚取られるポケモンのカードには記載されていず、代わりに説明文の所に特別ルールが記載されている。
エキスパンションマーク
どの商品に入っているカードかを示す。スターターパックなどのカードがバラバラになっても、これを頼りに元に戻すことができる。同名のカードを区別するのにも使える。
コレクションナンバー
各商品に封入されるカードの種類の総数と、その商品の何番目のカードであるかを示す（例えば、20/50とあれば、50種類中の20番目のカードであることを意味する）。分子が分母より大きいようなカード（例えば、51/50）も存在し、それらは公式的には「隠しカード」扱いである。エキスパンションマークとともに、カードの区別にも用いる。
レアリティマーク
拡張パックにおける、収録カードの出やすさを示す。現行のレアリティは出やすい方からC（コモン、とてもよく出るカード）・U（アンコモン、よく出るカード）・R（レア、珍しいカード）・RR（ダブルレア、かなり珍しいカード）・ACE（エース、ACE SPECのカード専用）の他、隠しレアリティとしてAR（アートレア、C〜Rのポケモンの絵柄違い）SR（スーパーレア、とても珍しいカード）・SAR（スペシャルアートレア、さらに珍しいカード）・UR（ウルトラレア、拡張パックの中でもっとも珍しいカード）・MUR（呼び方不明、Mシリーズから追加された新レアリティ）などが存在する。SRとSARは拡張パックや公式サイトにその存在が示されており、URは注目カードとして紹介されたことがあるものの、Sシリーズの拡張パック「スターバース」よりも前のHR（現在のSARに相当）以上は公式サイトのカード検索では検索できない。R以上がホログラム加工されたキラカードである。LEGENDシリーズ以前は、●（Cに相当）・◆（Uに相当）・★（Rに相当）などの記号で示されていた。
イラストレーター名
カードのイラストを制作した人物の名前が、「Illus. ○○」とローマ字表記で記されている。イラストではなく写真などが用いられたカードについても、制作者の名前が記されている。

#### 過去のカードの内容
以下の情報は、現在のスタンダードレギュレーションで使用できるカードには記載されていない。
LV.（レベル）
初期〜neoシリーズ、DP〜DPtシリーズのポケモンのカードには、カード名の右にレベルが記されていた。レベルのみが異なるポケモンのカードは、同名のカードとして扱われる。レベルはカードの区別に用いられるが、基本的には対戦に直接影響しない。レベルが「X」である「ポケモンLV.X」（後述）も存在し、こちらは特別なルールをもつ。
特殊能力
neoシリーズまで存在した、ワザ以外の能力。特性のように、使うタイプとはたらくタイプの2種類が存在した。使い方やはたらき方は特性と同様であるが、特性とは別物として扱う。eシリーズ開始に伴い、ポケパワーとポケボディーに再分類された。
ポケパワー・ポケボディー
特殊能力の後継として登場し、Lシリーズまで存在した、ワザ以外の能力。ポケパワーは使うタイプに対応し、名称は赤字で表記される。特殊状態の時には使えないものが多い。ポケボディーははたらくタイプに対応し、名称は緑字で書かれる。進化すると、進化前のポケモンが持っていたポケパワー・ポケボディーは引き継がない。
エディションマーク（ファーストエディションマーク）
各商品の初回生産分であることを示す。VS〜XYシリーズの内、このマークが記されていないカードは再版生産分である。なお、プロモーションカードや、BWシリーズ以降の構築済みデッキに入っているカードにはこのマークが記されていない。SMシリーズから廃止された。
δ（デルタ）マーク
PCGシリーズに登場した特殊なポケモン「δ-デルタ種」（後述）であることを示す。
きのみ（木の実）・どうぐ（道具）
DPシリーズに登場した「きのみつきポケモン」「どうぐつきポケモン」が持つ、ワザ以外の能力。当時存在したポケボディーのように自動で何度でもはたらくが、ポケボディーとは別物である。トレーナーズのカードの一種である「ポケモンのどうぐ」とも別物である。
SP（スペシャル）マーク
DPtシリーズに登場した「SPポケモン」（後述）であることを示す。
プラズマ団マーク
BWシリーズに登場した「プラズマ団」のカード（後述）であることを示す。
古代能力
XYシリーズ拡張パック第5弾「ガイアボルケーノ・タイダルストーム」で初登場した、ワザでも特性でもない能力。それらを持つポケモンが場に出ているだけで自動的にその効果がはたらいている。古代能力の効果を止めるカードは2025年6月現在、存在しない。古代能力と特性の両方を持つポケモンも存在する。古代能力は以下の10種類である。
- Ωバリア・αグロウ・Ω連打・α回復 - 「ガイアボルケーノ・タイダルストーム」で登場。
- Δプラス・Δ進化・ Δワイルド - 「エメラルドブレイク」および「メガバトルデッキ60 メガレックウザEX」 で登場 。
- θマックス・θダブル・θストップ - 「バンデットリング」で登場。

ウルトラビーストのマーク
SMシリーズに登場した特殊なポケモン「ウルトラビースト」（後述）であることを示す。
ICHIGEKI（いちげき）・RENGEKI（れんげき）・FUSION（フュージョン）マーク
Sシリーズに登場した、HPやトレーナーズの分類の下に書かれているマーク。それぞれのマークに対応した効果をもつポケモンやトレーナーズがある。これらのマークを複数もつカードもある。

## 遊び方
本節では、SMシリーズ開始時に発表されたルールをベースに、後のシリーズで改変されたルールを現在の仕様に合わせて説明する。このルールをプレイルールと呼ぶ。公式サイトには、カードのテキストなどの細かなニュアンスを理解するための、詳細な内容が記されているルールガイドもある。
公式大会などでは、公正で円滑な運営・進行を図るため、プレイルールに調整を加えたレギュレーションと呼ばれる特別ルールを採用することが多い。イベント全体について定めたフロアルールもある。
私的な対戦では、お互いに納得できるなら必ずしもこれらのルールに従う必要はなく、オリジナルのルールを用いてもよいとされている。公式サイトでは初心者向けに、一部のルールを変更・簡略化した「かんたんルール」がいくつか紹介されている。

### 基本ルール
- 対戦は基本的に2名のプレイヤーにより、1対1で行われる。
- 「基本エネルギー」および後述する特別なカードを除き、同名のカードを4枚まで入れられ、サイドを6枚おいて対戦を始める。
- プレイルールとカードに書かれた効果が相反する場合は、カードの効果を優先する[注 9]。カードの効果によって、例えば1ターンに複数枚のエネルギーカードをポケモンにつけたり、たねポケモンから2進化ポケモンへの飛び級の進化ができたりする。
- 「○○する」という効果と「○○できない」という効果が重なった場合は後者を優先する。「ワザのダメージを受けない」という効果と「かかっている効果を計算しない」という効果が重なった場合は後者を優先する。

### プレイの流れ
対戦卓にデッキおよびその他の対戦用具を置き、対戦の準備をする。
1. 「よろしくおねがいします」とあいさつをして、握手をする。
2. じゃんけんをして勝ったプレイヤーが先攻か後攻かを選ぶ。
3. デッキをよく切り、ウラにしてプレイグラウンドに置き、山札とする。
4. 山札から7枚のカードを引いて手札とする。
5. 手札の中からたねポケモン1枚をウラにしてバトル場に出す。
  - 最初に引いた手札にたねポケモンが含まれない場合、相手に確認させた後、手札を山札に戻し、手順3.からやり直す。
6. 手札に余分にたねポケモンがあるなら、ここから手順9.の直前までの間にいつでも、最大5体までウラにしてベンチに出してよい（出さなくてもよい）。
7. 山札の上からルールで決められた枚数のカードをとり、ウラにしてサイドに置く。
8. 手順5.で相手が手札を山札に戻してやり直していたなら、相手がたねポケモンを出せたタイミングで、自分は山札からカードをもう1枚引いてよい（引かなくてもよい）。相手が何度も引き直していたなら、その回数分までまとめて山札を引いてよいが、追加で引く枚数は先に指定する。指定した枚数未満で引くのをやめたり、指定した枚数以上に引くことはできない。お互いのプレイヤーが引き直していた場合、引き直した回数が同じならどちらのプレイヤーも追加で山札を引くことはできない。引き直した回数に差がある場合、回数が少ないプレイヤーはその差のぶんまで追加で山札を引くことができる。
9. 場のポケモンをすべてオモテにして、対戦を開始する。先攻プレイヤーの番から対戦を開始する。
10. 番の初めに山札からカードを1枚引く。
11. 1回の番の間には、以下の6つの行動を、任意の順序・タイミングで、特記のない限り何度でも行える。
  - 手札のたねポケモンをベンチに出す
  - 手札の進化ポケモンを場のポケモンに重ねて進化させる
  - 手札のエネルギーを場のポケモンにつける（1ターンに1枚のみ）
  - 手札のトレーナーズを使う（サポートとスタジアムは1ターンに1枚のみ。先行プレイヤーの最初の番にはサポートを使うことができない）
  - 特性を使う
  - 「にげる」を使う（1ターンに1回のみ）
12. バトルポケモンのワザを1回使用する、またはワザを使用しないことを宣言することで番が終了する。ワザを2回使えるポケモンも存在する。ワザの使用手順については次節で述べる。先攻プレイヤーの最初の番にはワザを使用することができない。
13. ポケモンチェックを行う。詳しくは次々節で述べる。
14. 後攻プレイヤーの番。手順10.から12.までを行う。
15. ポケモンチェックを行う。

以下、決着がつくまで手順10.から15.までを繰り返す。対戦終了後、「ありがとうございました」とあいさつし、握手する。

#### ワザの使用手順
ワザの使用に関して、ダメージの決定や効果処理、およびその後の処理の手順は以下の通り。
1. バトルポケモンが使うワザを1つ決めて、相手プレイヤーに伝える。
2. ワザを使うポケモンに「ワザの成否を判定させるカードの効果」がかかっているなら、その処理を行う。例えば、「ワザを使うとき……コインを1回投げる。ウラならそのワザは失敗」など。
3. ポケモンが混乱状態なら、その処理を行う。
4. 使うワザ自体に「失敗の条件」が設定されているなら、その処理を行う。「コインを1回投げ、ウラならこのワザは失敗」など。
5. 「ダメージを与える前に……」と書かれた処理を行う。
6. そのワザにダメージがある場合、後述の方法でダメージ計算をして、最終的なダメージをポケモンに与える。
7. ワザにダメージ以外の効果がある場合は、その処理を行う[注 10]。
8. ワザを受けた後にはたらく効果の処理を行う。「ワザを使ったポケモンを毒にする」など。
9. ダメージや効果を受けて、残りHPがなくなったポケモンは、ここで「気絶」判定となる。
ただしポケモンに、残りHPがなくなって気絶する前にはたらく効果がかかっているなら、その指示に従う。「残りHPがなくなっても気絶せず、残りHPが『10』の状態で場に残る」など。
10. ポケモンが気絶した時の処理（前述）を行う。
ポケモンが気絶した時にはたらくカードの効果も、ここで処理する。「自分の山札から好きなカードを1枚選び、手札に加える」など。
11. ワザを2回使えるポケモンが2回目のワザを使うなら、1.に戻る。
12. 「自分の番の終わりに……」と書かれた処理を行う。
13. 自分の番が終わり、ポケモンチェックへ移行する。

ダメージの計算方法の詳細は以下の通り。
1. ワザ名の右にある数字と、ワザの説明文に基づいて、基本ダメージを計算する。この計算でダメージが「0」以下となった場合、ここでダメージの計算を終える（ダメージは与えられない。以下同じ）。
2. ダメージを与えるポケモンに、ダメージを変更する効果がかかっているなら、その計算を行う。例えば「このポケモンが使うワザのダメージは『+10』される」など。ここまでの計算でダメージが「0」以下となった場合、ここで計算を終える。
3. 弱点をもつタイプのポケモンから受けるダメージを増加させる（×2など）。ベンチポケモンへのダメージは、弱点・抵抗力の計算をしない。
4. 抵抗力をもつタイプのポケモンから受けるダメージを減少させる（-30など）。ここまでの計算でダメージが「0」以下となった場合、ここで計算を終える。
5. ダメージを受けるポケモンに、ダメージを変更する効果がかかっているなら、その計算を行う。例えば「このポケモンが受けるワザのダメージは『-20』される」など。
6. 最終的なダメージをポケモンに与える。ここまでの計算でダメージが「0」以下となった場合は、ダメージを与えられない。ダメージを与えられなくても追加効果は発動する。

#### ポケモンチェックの手順
ポケモンチェックにおける処理の手順を説明する。
1. 毒状態のポケモンに、ダメカンを1個（10ダメージぶん）のせる。のせるダメカンの数が異なる特別な毒状態も存在するが、その後通常の毒状態になる効果を受けた場合、毒状態が上書きされる。
2. 火傷状態のポケモンに対してダメカンを2個のせる。その後コインを1回投げ、オモテなら火傷状態がなくなり、ウラなら火傷状態が継続する。
3. 眠り状態のポケモンに対してコインを1回投げる。オモテなら眠りから回復し、ウラなら眠りが続く[注 11]。
4. 麻痺状態で自分の番を1回過ごしたポケモンは、麻痺から回復する。
  - お互いのポケモンに同種の特殊状態がある場合、そのチェックは両者同時に行う。
  - ポケモンチェックの時にはたらくカードの効果のチェックは、すべての特殊状態のチェックの前に行うか後に行うか、任意に決められる。そのような効果が複数ある場合は、その各々について決められる。ただし、特殊状態のチェックの途中に割り込ませることはできない。
  - お互いのポケモン/プレイヤーにはたらく効果の場合、そのチェックの順序を決定するプレイヤーは効果を受ける側となっており、両者それぞれが順序を決定できる。
5. すべてのチェックが終わった後、受けているダメージが最大HP以上になったポケモンや、その他気絶することになっているポケモンは、すべて同時に気絶する。ポケモンチェックが終わるまでは気絶しない。

### 勝敗の判定
いずれかのプレイヤーが以下の条件を満たした場合、以下の説明に従って勝敗が決定する。
1. サイドをすべてとり終える：相手のポケモンが何らかの原因で気絶するたびに、サイドをとっていく。サイドをすべてとり終えた時点で、そのプレイヤーの勝利となる[注 12]。
2. 場にポケモンがいなくなる：自分の場にいるポケモンが、気絶などにより全員いなくなると、そのプレイヤーはサイドの残り枚数に関係なく敗北となる。ゲーム版で言うところの「全滅」と同じである。
3. 番の初めに山札を引けない：番の初めには、必ず山札からカードを引く。その時に山札がない場合、そのプレイヤーは敗北となる。ただし、番の途中に山札のカードがなくなっても（番の初めに山札の最後の1枚を引いた場合を含む）、その時点では敗北とならない。また、番の初め以外にカードの効果で山札を引く際には、山札がなくても敗北にはならない。
4. カードの効果での決着：上記のルールによらず、一部のカードの効果で決着がつくこともある。カードに書かれた条件に従い、プレイヤーは勝利、及び敗北を宣言する。

- 両者が同時に勝利条件（1.や2.）を満たした場合、満たした条件数の多いプレイヤーの勝利となる。同数の場合、ルール上は引き分けとなるが、公式大会などではタイブレークによって決着を付ける場合がある[37]。タイブレークでは、サイドを6枚セットして最初から対戦をやり直し、先に相手よりもサイドの枚数が少なくなったプレイヤーの勝ちとする。
- 大会によって定められた対戦の制限時間がなくなった場合の勝負結果については大会毎に規定されている[注 13]。例として、引き分けまたは両者敗北とする場合や、残ったサイドの枚数が少ないプレイヤーの勝利とし、サイドが同数の場合は延長戦（終了時点から対戦を再開し、先にサイドをとったプレイヤーの勝利）を行う場合などがある。

### レギュレーション
現在、ポケモンカード公式サイトでは3つのレギュレーションが定められている。
スタンダードレギュレーション
2003年のバトルロードスプリング☆2003で制定され現在まで運用されているルール（スタンダードレギュレーションという名称になったのはSMシリーズから）。一定のサイクルでそれまでのカードが使用可能カードから除外される（俗にスタン落ちと呼ばれる）。
- バトルロードスプリング☆2003で1回目のスタン落ちが行われ、旧裏面のカードが全て除外され、以降の大会ではポケモンカードVS以降の新裏面のカードのみが使用できることになった。
- バトルロードスプリング☆2005で2回目のスタン落ちが行われ、ポケモンカードeまでのカードが全て除外され、以降の大会ではADV以降のカードのみが使用できるようになった。
- バトルロードスプリング☆2007で3回目のスタン落ちが行われ、ポケモンカードADVまでのカードが全て除外され、以降の大会ではPCG以降のカードのみが使用できるようになった。
- バトルロードスプリング☆2009で4回目のスタン落ちが行われ、ポケモンカードゲーム(PCG)までのカードが全て除外され、以降の大会ではDP以降のカードのみが使用できるようになった。
- ポケモンワールドチャンピオンシップス2011で5回目のスタン落ちが行われ、ポケモンカードDPtまでのカードが全て除外され、以降の大会ではLEGEND以降のカードのみが使用できるようになった。
- ポケモンワールドチャンピオンシップス2015で6回目のスタン落ちが行われ、ポケモンカードLEGENDまでのカードが全て除外され、以降の大会ではBW以降のカードのみが使用できるようになった。
- ポケモンワールドチャンピオンシップス2016で7回目のスタン落ちが行われ、ポケモンカードBWまでのカードが全て除外され、以降の大会ではXY以降のカードのみが使用できるようになった。
- ポケモンワールドチャンピオンシップス2018で8回目のスタン落ちが行われ、ポケモンカードXYまでのカードが全て除外され、以降の大会ではSM以降のカードのみが使用できるようになった。
- チャンピオンズリーグ2020 東京で9回目のスタン落ちが行われ、ポケモンカードSMのカードのうち、左下に表示されたレギュレーションマークが「A」のカードが除外され、以降の大会ではSMおよびSのカードのうち、レギュレーションマークが「B」、「C」または「D」のカードが使用できるようになった。
- 2021年以降は毎年1月頃に新レギュレーションマークが追加（2021年は「E」、2022年は「F」、2023年は「G」、2024年は「H」、2025年は「I」が追加）されると共に3つ前（3年前に実装されたカード）のレギュレーションマークのカードがスタンダードルールから除外される（例として、2024年の場合は新レギュレーションの「H」と旧レギュレーションの「F」「G」が使用可能、レギュレーション「E」はスタン落ちする）。

エクストラレギュレーション
BWシリーズのスタン落ちに伴って制定されたレギュレーションの一つ（エクストラレギュレーションという名称になったのはSMシリーズから。それ以前は「BW以降レギュレーション」や「BWレギュレーション」と呼ばれていた）。BWシリーズ以降のカードが使用可能。一部、併用できないカードや対戦で使うことのできない禁止カードが存在する。
殿堂レギュレーション
BWシリーズになった後の2011年に登場したレギュレーションの一つ。DPシリーズ以降のカードが使用可能。強力なカードに対して、その強さに応じて殿堂ポイントが付けられる。殿堂ポイントは星（★）の数で表され、★（1ポイント）・★★（2ポイント）・★★★（3ポイント）のカードが存在する（これまでに★★★★（4ポイント）に指定されたカードは存在しない）。このルールを用いたデッキには、殿堂ポイントの付けられたカード（殿堂カードという）を、その星の数が合計で4ポイント以下となるまでしか入れることができない。一部、殿堂ポイント以外で併用できないカードやそもそも対戦で使うことのできない禁止カードも存在する。
殿堂レギュレーションにより、スタンダードレギュレーションやエクストラレギュレーションで使用できないDP〜Lシリーズのカードも使用できる公式大会などが開催されている。
なお、初期シリーズの中盤には、類似のルールである「殿堂ルール」が存在していた。

### 特殊ルール
40枚デッキルール
初期シリーズのイントロパックのルール。基本的な進行はスタンダードデッキと変わらない。
ガルーラルール
2人一組で行う。ただし、実際に卓についてプレイするのは1人ずつ。「タッチ交代!」のカードを4枚入れた計64枚のデッキを使い、どちらかのチームのポケモンが気絶した時、もしくは「タッチ交代!」が使用された時、プレイヤーを交代してゲームを続ける。
新ガルーラルール
2人一組で行う。ただし、実際に卓についてプレイするのは1人ずつ。デッキは前の裏面のカード29枚+「タッチ世代交代!」と今の裏面のカード29枚+「タッチ世代交代!」の30枚デッキを2つ使う。どちらかのチームのポケモンが気絶した時、もしくは「タッチ世代交代!」が使用された時、プレイヤーおよび使用するデッキを交代してゲームを続ける。
ミニマムルール
デッキは6枚。サイド・山札はなく、手札はデッキのカードすべて。逃げる時、トラッシュするエネルギーはすべて手札に戻る。相手のポケモンを1匹倒せば勝利。
クウォータールール
デッキは15枚。サイドは1枚。基本エネルギーを除く同名のカードは1デッキにつき1枚のみ。
プラスル・マイナンルール
2人一組で行う。デッキは56〜58枚のデッキに「タッチ交換!」のカードを2〜4枚入れた60枚デッキ。手札は1人のプレイヤーにつき、最初に5枚引く。パートナーと相談してもよい。「タッチ交換!」が使用された際、パートナーと手札を交換する。1ターンごとにパートナーとプレイヤーを交代する。
ダブルバトル
ゲーム版におけるダブルバトルを再現したルール。Lシリーズの開始に伴い廃止された。使用できるカードは「今のウラ面」のカードに限る。バトル場に出すポケモンの数は2匹となり、自分の場にポケモンが複数いる場合は、バトルポケモンを1匹だけにしておくことはできない。ベンチに出せるポケモンは4匹まで、自分の番ごとに使えるワザは片方のポケモンの1つだけで、どちらの相手のバトルポケモンに攻撃してもよい（ゲーム版とは異なり、自分のポケモンを攻撃することはできない）。ポケモンチェックの時、自分の両方のバトルポケモンが特殊状態なら、どちらから順番にチェックしてもよい。
WAKUWAKUルールカード
BWシリーズ構築デッキ「みんなのWAKUWAKUバトル」に収録されているルールカード（デッキに入れるものではない）。この商品のカードで対戦するとき、対戦開始時に全12枚のルールカードから1枚選ぶ。引いたプレイヤーはその対戦中、カードに書かれたルールが適用される。以下に、ルールカードの一部を挙げる。
シズイの根性
自分のポケモン全員の最大HPは、それぞれ「30」大きくなる。
アデクの試練
自分の番に自分が笑ってしまったら、その番、自分のポケモンはワザを使えない。
シールド戦
SMシリーズ以降、ポケモンカードジムでの大会として定着したルール。指定された拡張パックを15パック（初期は10パック）購入して開封し、出たカードと参加賞の「ネモ」のカード（「自分の山札を3枚引く」という効果をもつサポートのカード）1枚、基本エネルギーのカード（参加者が持参するか、会場で用意されているものをレンタルする）を組み合わせて40枚のデッキを作成し、サイドは4枚置いて対戦を行う。同一名称のカードは4枚まで入れられる。参加者はパックの購入費を負担し、出たカードは持ち帰れる。

## カードの種類
対戦に使用されるカードはポケモンのカード、エネルギーのカード、トレーナーズのカードの3種類に大別される。

### ポケモンのカード
ワザを使って戦う、ポケモンのカード。バトルは専ら、これらのカードによって行われる。
同じポケモンであっても、カード名が違うなら別名のカードである。例えば、「キュレム」「ブラックキュレム」「ホワイトキュレム」「キュレムEX(大文字)」「ブラックキュレムEX(大文字)」「ホワイトキュレムEX」「ホワイトキュレムGX」「キュレムV」「キュレムVMAX」「ブラックキュレムex(小文字)」「キュレムex(小文字)」はすべて別名のカードであり、スタンダードデッキにはそれぞれ4枚ずつ入れられる。
BWシリーズ以降のカードテキストでは、場にいるポケモンの分類は、あくまで「ポケモンのカードに書かれた分類」だけで判断するようになった。例えば、「テッカニン（DP5）」のポケパワー「からぬけ」の効果で場に出た「ヌケニン」（カードに「1進化ポケモン」と書かれている）は「たねポケモン」として扱うと書かれているが、現在では「（進化していない）進化ポケモン」として扱う。また、ポケパワー「ベイビィしんか」の効果で進化しているポケモン（カードに「たねポケモン」と書かれている）は、かつては「進化ポケモン」として扱ったが、現在は「（進化している）たねポケモン」として扱う。

#### 通常のポケモン
現行のスタンダードレギュレーションにおいては、いわゆる通常のポケモンとしてたねポケモンおよび進化ポケモンが存在する。
たねポケモン
手札からベンチに直接出すことのできるカードで、分類はたね。デッキには、この「たねポケモン」を1枚以上入れなければならない。
進化ポケモン
手札から場に出ているポケモンに重ね、進化させるカード。たねポケモンや復元ポケモンに重ねる1進化ポケモンのカード（分類は1進化）、1進化ポケモンに重ねる2進化ポケモンのカード（分類は2進化）が存在し、2つを合わせて進化カードという。また、シリーズによって特殊な進化ポケモンもいくつか登場している。カードの効果で、単に「進化ポケモン」と示された場合は、すべての種類を含んで解釈する。原則として、進化カードを直接場に出すことはできない。
基本的にゲーム版と同じ進化の段階を踏むが、かつて一度でもたねポケモンであったポケモンは、ゲーム版で進化前が追加されてもTCG版では進化ポケモンになったりせず、進化前のポケモンがたねポケモンとして追加されるのみである。このことは、後述の「ベイビィポケモン」を参照。

#### 特殊なポケモン
ポケモンex（イーエックス）
SVシリーズ開始と同時に登場。過去に登場したポケモンex（エクストラ）やポケモンEX（イーエックス、大文字）とは別名扱いとなるが、それらの後継的存在である。混同を防ぐため、このポケモンexは「小文字のex（イーエックス）」と区別して呼称される。ポケモンexには、カード名に「○○ex」とついている。HPが高かったりとても強力な技や特性を持っているが、気絶すると相手にサイドを2枚取られる（exルール）。
ポケモンex（エクストラ）やポケモンGXと同様、進化系のポケモンは「1進化」「2進化」として登場する。特に「2進化」のポケモンexはVMAX級のカードパワーを誇る。
一部のポケモンはさらに特殊能力「テラスタル」を持っており、テラスタルのポケモンはベンチにいる限りワザのダメージを受けない他、ゲーム版の同名システムの特徴を反映し本来のタイプとは違うタイプを持つようになっているものもある。拡張パック「ステラミラクル」からはゲームでの「ステラタイプ」の特徴を反映し、ワザを使用するのに3つ以上のタイプのエネルギーを必要とする、多色を意識したカードが登場するようになった。
メガシンカポケモンex
MEGAシリーズから登場。過去に登場した「M進化ポケモン」やポケモンVMAXの後継的存在である。混同を防ぐため、ここではメガシンカポケモンexを「新メガシンカ」と区別する。メガシンカポケモンexには、カード名に「メガ○○ex」とついている。従来の小文字ex（イーエックス）よりも一回り強いカードパワー（例えば「たね」ならTAG TEAMよりも若干強い、「2進化」ならこれまでのシリーズのカード以上のカードパワー）を誇るが、気絶すると相手にサイドを3枚取られる（メガシンカexルール）。
従来のM進化ポケモンと異なり、メガシンカ元のポケモンの進化前のカードからメガシンカするシステム（例えば「メガルカリオex」に進化させたい場合、メガシンカ元の「ルカリオ」の進化前の「リオル」からメガシンカさせる。）となっており、メガシンカポケモンexを場に出しても自分の番は終わらない。また、分類も通常通り「たね」「1進化」「2進化」である。分類が「たね」であれば、直接場に出せる。
メガシンカポケモンexはポケモンex（小文字イーエックス）の一部であり、カードの説明文に「ポケモンex（小文字イーエックス）」と書かれている場合、メガシンカポケモンexも含まれる。
XY・XYBREAKシリーズに登場していた「M進化（旧メガシンカ）ポケモン」、SVシリーズ以降で登場している従来の「ポケモンex（小文字イーエックス）」とは、いずれも別名のカード扱いになる。
名前の前に「〜の」がつくポケモン
SVシリーズではIレギュレーションの「バトルパートナーズ」から登場したカード群。長い歴史を持つカテゴリであり、初期シリーズ後半の「ポケモンジム」シリーズから登場。「タケシのイシツブテ」「ラルースのゴンベ」などのように、カード名にはポケモン名の前にトレーナー名や地名などがついている。DPシリーズ以降、しばらくの間、名前の前に「〜の」がつくポケモンに特別な意味はなかったが、XYシリーズコンセプトパック「マグマ団VSアクア団 ダブルクライシス」で「マグマ団」のポケモン・「アクア団」のポケモンと、関連する効果をもつカードが登場した。
「ドンメル」から「マグマ団のバクーダ」、「マグマ団のドンメル」から「バクーダ」など、所属の異なるポケモン間では進化できない（例えば「マグマ団のバクーダ」には「マグマ団のドンメルから進化」と明記されている）。VS〜PCGシリーズでは、本来進化形のポケモンであってもたねポケモンとして登場した。カード名は特殊であるが、通常のポケモンとのルールの違いはない。
バトルパートナーズ以前にプロモーションカードなどで例外的に登場したものを除いて、現在のSVシリーズで登場した「〜の」がつくポケモンは、カードイラストの右下に使用するトレーナーの顔が書かれているのが特徴として挙げられる。

#### 過去の特殊なポケモン
以下は現在のスタンダードレギュレーションから除外された特殊なポケモンのカード群である。公式大会では使用できないものが多いが、殿堂レギュレーションなどを用いる大会では使用できるものもある。Sシリーズ以降、登場するようになった文面「ルールを持つポケモン」の対象になるカードはBWシリーズ以降のカードに「〇〇(の)ルール」と書かれているカードが対象となり、Lシリーズ以前及びBWシリーズ以降でも「〇〇(の)ルール」ではない文面は「ルールを持つポケモン」として扱わない。
特に記述がないものは、「たね」「1進化」「2進化」の各分類で登場している。
わるいポケモン
初期シリーズ拡張パック第4弾「ロケット団」からPCGシリーズにかけて登場。分類はすべて「1進化」「2進化」である。わるいポケモンには、カード名に「わるい○○」とついている。初期〜neoシリーズに登場したものはHPが低めに設定されている反面、強力なワザを持つものが多い。わるい2進化ポケモンはわるい1進化ポケモンからしか進化できない。
PCGシリーズの「わるいポケモン」はすべて悪タイプを持っている（悪タイプともう1つ、合わせて2つのタイプを持つものも存在する）。
ベイビィポケモン
neoシリーズ拡張パック第1弾「金、銀、新世界へ...」から登場。分類はベイビィである。ルール上「たねポケモン」と同じ方法で直接場に出すことができ（対戦開始の時に場に出しておくこともできる）、特定のたねポケモンのカードを重ねて進化させることができる。ベイビィポケモンがバトル場にいる場合、相手はワザを使用する際にコイントスを行い、ウラならワザは失敗する（ベイビィポケモンのルール）。ピチューなど、既存のポケモンの進化前として登場したポケモンがこれに分類される。
ADVシリーズ以降は、分類としての「ベイビィ」は廃止され、「たね」に統合された。これらのポケモンは、ポケパワー「ベイビィしんか」の効果で特定のたねポケモンへと進化できる（この時、受けているダメージをすべて回復する）。この進化はポケパワーの効果による特別なものであるため、他の方法では進化できない。
Lシリーズでは、ポケパワー「ベイビィしんか」はなくなり進化しないたねポケモンとなったが、代わりに眠りならワザのダメージを受けないという効果のポケボディー「てんしのねがお」と、効果の過程で必ず自分自身を眠りにするワザを持つ。また、すべて弱点・抵抗力がなく、ワザやにげるために必要なエネルギーもない。
XYシリーズの開始した2013年11月から長らく、かつて「ベイビィ」に分類されていたピチューやププリンなどのポケモンがまったく登場していない状態が続いていたが、SMシリーズ拡張パック第10弾「ダブルブレイズ」から再び登場し始めた。Lシリーズ同様進化しないたねポケモンとなっており、使うと自分の番が終わる特性をもっている。SVシリーズでは、エネルギー無しで使えるワザを持っており、にげるエネルギーも0である。その代わり、HPが最低ラインの30になっている。
やさしいポケモン
neoシリーズ拡張パック第4弾「闇、そして光へ...」から登場（当シリーズのみ）。分類はすべて「1進化」「2進化」である。やさしいポケモンには、カード名に「やさしい○○」とついている。自分のみならず、相手にも利益をもたらす効果を持つものが多い。わるいポケモンとは逆に、HPが通常より高めに設定されている。
ひかるポケモン
同じくneoシリーズ拡張パック第4弾から登場（当シリーズのみ）。ゲーム版における「色違いのポケモン」がカード化されたものである。本来進化形のポケモンであっても、分類はすべて「たね」である。ひかるポケモンには、カード名に「ひかる○○」とついており、1種類につき1枚しかデッキに入れることができない（ひかるポケモンのルール）。多くのものは自分自身と異なるタイプのエネルギーを必要とするワザを持つ。
SMシリーズ強化拡張パック「ひかる伝説」では、デッキに入れられる枚数に特別な制限のないポケモンとして再登場した。
アンノーン
neoシリーズに登場した各種のアンノーンには、例えば「アンノーン[A]」「アンノーン[B]」など、カード名に26種類のアルファベットおよび「！」「？」の記号がついている。当シリーズのアンノーンは、すべて別名ながら、デッキに合計で4枚しか入れられない（アンノーンのルール）。また、カードの説明文に「アンノーン」とあれば、文字どおりの「アンノーン」の他、上記のすべてのアンノーンも含むことになっている。
DPシリーズに登場したアンノーンにもアルファベットや記号がついているが、こちらはneoシリーズのような特別な枚数制限はない。カードの説明文の「アンノーン」がすべてのアンノーンを含むというルールは同様である。
ポケモンex（エクストラ）
ADVシリーズ拡張パック第1弾からPCGシリーズにかけて登場。混同を防ぐため、このポケモンexは「ポケモンex（エクストラ）」として区別する。ポケモンexには、カード名に「○○ex」とついている。ポケモンEXとほぼ同じ特徴を持っており、高いHPや強力なワザ・効果を持っているが、気絶すると相手にサイドを2枚とられる（ポケモンexのルール）。なお、例えば「ストライク（ex）から進化」とあれば、「ストライク」と「ストライクex」のどちらからでも進化できることを示す。
BWシリーズからXYシリーズにかけて登場した「ポケモンEX（イーエックス、大文字）」や、SVシリーズから登場した「ポケモンex（イーエックス、小文字）」とは、それぞれ別名のカードとして扱う。
2つのタイプを持つポケモン
ADVシリーズ強化拡張パックex1「マグマVSアクア ふたつの野望」から登場。説明文で、2つのタイプを持つ特別ルールが明記されている。タイプのアイコンとして、その複合タイプ専用のものが付されている。弱点・抵抗力を計算する際は、両方のタイプで行う。
タイプを2つ持つポケモンには、PCGシリーズの「わるいポケモン」、「δ-デルタ種」のポケモンの一部も存在する。また、Lシリーズの「伝説ポケモン」の一部や、XYシリーズの「デュアルタイプ」のポケモンもタイプを2つ持っているが、それらには上記のような説明文はなく、アイコンも通常のものが2つ並んでいるだけである。
ポケモン☆（スター）
PCGシリーズ拡張パック第2弾「蒼空の激突」から登場（当シリーズのみ）。ポケモン☆には、カード名に「☆」がついている（例えば「ラティアス☆」など）。ひかるポケモンと同じく、ゲーム版でいうところの色違いのポケモンである。また、本来進化形のポケモンであっても、分類はすべて「たね」である。ただしひかるポケモンとは異なり、ポケモン☆全体で1枚しかデッキに入れられない（ポケモン☆のルール）。
ホロンのポケモン
PCGシリーズ拡張パック第6弾「ホロンの研究塔」から登場した「〜のポケモン」の一種（当シリーズのみ）。手札にあるとき、特殊エネルギーカードとしてポケモンにつけることができる（ホロンのポケモンのルール、つけ方が特殊であるものも存在する）。
δ-デルタ種（全体で「デルタしゅ」と読む）
PCGシリーズ拡張パック第6弾「ホロンの研究塔」から登場（当シリーズのみ）。カードに「δマーク」がついており、カード名の右に「δ-デルタ種」と書かれているが、通常のポケモンと同名のカードである。通常とは異なるタイプを持ち、一部には2つのタイプを持つポケモンも存在する。また、「δ-デルタ種のポケモンex」や「δ-デルタ種のポケモン☆」も存在する。
ポケモンLV.X（レベルエックス）
DPシリーズ拡張パック第1弾「時空の創造（ダイヤモンドコレクション・パールコレクション）」からDPtシリーズにかけて登場。分類はレベルアップであり、通常のポケモンと同名のカードとして扱われる。そのため、例えばハーフデッキで「ドダイトスLV.X」を使いたい場合、「ドダイトス」と「ドダイトスLV.X」をそれぞれ1枚ずつしか入れられない。ポケモンLV.Xが場にいるときはレベルアップ前と同じ分類のポケモンとして扱われるが、プラズマ団のポケモンがレベルアップするとプラズマ団のポケモンではなくなる（プラズマ団のポケモンLV.Xが存在しないためである）。ポケモンLV.Xは、レベルアップ前のワザ・ポケパワーを使うことができ、ポケボディーもはたらく。ただし、特性や古代能力はなくなる。
レベルアップ・レベルダウン
ポケモンLV.Xの登場に伴い追加されたルール。レベルアップ/レベルダウンしたときの特殊状態・持続する効果・ついているカードおよびダメカンなどの挙動は、進化・退化の場合と同じである。
レベルアップとは、手札のポケモンLV.Xのカードを、バトル場の決められたポケモン（レベルのないポケモンでもよい）に重ねること。バトル場のポケモンであれば、自分の番に何匹でもレベルアップさせられる。ベンチポケモンをレベルアップさせることや、この番に場に出したばかり/進化したばかりのポケモンをレベルアップさせることはできないが、それらを実現させる効果を持つグッズが存在する。また、ポケモンLV.Xを再びレベルアップさせることはできない。
レベルダウンとは、場のポケモンLV.Xからレベルアップカードをはがすこと。進化しているポケモンLV.Xを退化させることで、同時にレベルダウンしていることになるが、専らレベルダウンのみをさせる効果を持つカードは1枚しかない。レベルダウンによりHPが小さくなった結果、気絶してしまう場合もある。
ポワルン・デオキシス・ロトム（フォルム違いのポケモン）
DPシリーズ拡張パック第5弾「秘境の叫び」に収録された各種のポワルンや、同「怒りの神殿」に収録された各種のデオキシスには、前述のアンノーンのようにフォルム名のついているものが存在する（例えば、「ポワルン 雨雲の姿」「デオキシス アタックフォルム」など）。カードの説明文に書かれている「ポワルン」「デオキシス」とは、当該ポケモンのすべてのフォルムを含む（ポワルンのルール・デオキシスのルール）。
DPtシリーズ拡張パック第2弾「時の果ての絆」に収録された各種のロトムにも、やはりフォルム名のついているものが存在する（例えば「ヒートロトム」など）。カードの説明文に書かれている「ロトム」とは、文字どおりの「ロトム」の他、「ヒートロトム」などのすべてのフォルムを含む（ロトムのルール）。
SPポケモン（スペシャルポケモン）
DPtシリーズ拡張パック第1弾「ギンガの覇道」から登場（当シリーズのみ）。「ポケモントレーナーが捕まえたり、育てたりしたポケモン」などの背後設定がある。本来進化形のポケモンであっても、分類はすべて「たね」または「レベルアップ」である。通常のポケモンとは別名のカードとして扱われ、ポケモン名の後ろに所有するトレーナーなどを表すマーク（例えば、G（ギンガ）、FB（フロンティアブレーン）など）が付されている。シナジーをなすカードが豊富に存在し、かつて「ガブリアスC（チャンピオン） LV.X」を用いたデッキが一時代を築いたことがある。
アルセウス
DPtシリーズに登場した各種の「アルセウス」および「アルセウスLV.X」は、デッキに何枚でも入れられる（アルセウスルール）。アルセウスの中には、場に6匹以上のアルセウスがいる場合を想定したワザを持つものも存在する。ただし、このルール以外には通常のポケモンとの違いはない。
伝説ポケモン
Lシリーズ拡張パック第1弾「ハートゴールドコレクション・ソウルシルバーコレクション」から登場（当シリーズのみ）。ゲーム版の「伝説のポケモン」や「幻のポケモン」がカード化されたものであり、分類は「伝説」である。2枚で一組を成しており、HPやタイプの記されている方を「上」、弱点や抵抗力が記されている方を「下」と呼んで区別するが、カードに記述されているわけではない。伝説ポケモンは、カード名に「○○LEGEND」とついており、上下のカードは同名のカードとして扱う。上下合わせて1匹のポケモンであり、手札に上下が揃っているとき、それらを組み合わせてベンチに出す（伝説ポケモンのルール）。場にいる限り「進化していないポケモン」であり、場にいない時は上下ともに、HP・弱点・抵抗力・にげるエネルギーが設定されていないポケモンとして扱われる。そのため、それらを参照する効果で伝説ポケモンを指定することはできない。
同・第2弾「よみがえる伝説」以降に登場した伝説ポケモンには、伝説/幻のポケモンが2匹描かれており（例えば、「エンテイ&ライコウLEGEND」。ただし、ルール上は1匹のポケモンのカードとして扱う）、気絶すると相手にサイドを2枚取られる（これも伝説ポケモンのルールである）。その分、以前の伝説ポケモンより強力である。
グレートポケモン
同じくLシリーズのみに登場。カードのデザインが異なるものの通常のポケモンと同名であり、例えば「グレートポケモンのオーダイル」（公式的呼称）などと呼んで区別する。当時の通常のポケモンよりHPが高く、強力なワザやポケパワー・ポケボディーを持つものが多い。カードにグレートポケモンであることを示す文字による記述はなく、通常のポケモンとはルール上の違いがない。
復元ポケモン
BWシリーズ拡張パック第2弾「レッドコレクション」から登場。「プロトーガ」「アーケン」など、ゲーム版における「化石ポケモン」がカード化されたものである。すべて分類は「復元」であり、たねポケモンでも進化ポケモンでもない。復元ポケモンを手札からベンチに出すことはできず、山札にある場合のみ、対応するグッズの効果によってベンチに出す（復元ポケモンのルール。対応するグッズについては後述する）。手札の任意の復元ポケモンを直接ベンチに出す効果を持つスタジアムも存在する。
同・第9弾「メガロキャノン」以降に登場した復元ポケモンには、特性「たいこのよびごえ」の効果により、トラッシュから山札の一番下に移動させることができるものも存在する。
ポケモンEX（イーエックス）
BWシリーズ拡張パック第3弾「サイコドライブ・ヘイルブリザード」から登場。前述の「ポケモンex（エクストラ）」の後継的存在である。ポケモンEXは、カード名に「○○EX」とついている。混同を防ぐため、このポケモンEXは「大文字EX（イーエックス）」として区別する。HPが高かったりとても強力なワザや特性を持つものが多いが、気絶した場合、相手にサイドを2枚とられる（ポケモンEXのルール）。
かつてポケモンEXは伝説のポケモンと幻のポケモンに限られていたが、同シリーズ「EXバトルブースト」で、伝説・幻以外のポケモンがポケモンEXのカードとして初登場した。なお、後述するM進化ポケモンを除き、本来進化系のポケモンであっても分類はすべて「たね」である。例えば「ドリュウズ」は1進化ポケモンであるが、「ドリュウズEX」はたねポケモンである。よって、「モグリュー」から進化させることはできず、直接場に出すことができる。
ADV〜PCGシリーズに登場した「ポケモンex（エクストラ）」や、SVシリーズから登場した「ポケモンex（イーエックス、小文字）」とは別名のカードとして扱う。
M進化ポケモン（メガシンカポケモン）
XYシリーズ第1弾「コレクションX・コレクションY」から登場。ゲーム版におけるメガシンカを再現したもの。MEGAシリーズで登場している「メガシンカポケモンex」との混同を防ぐため、ここでは「M進化ポケモン」を「旧メガシンカ」と区別する。また、「メガシンカ（新）ポケモンex」とは別カード扱いになる。特定のポケモンEXから進化させられ、自身もポケモンEXである。M進化ポケモンは、カード名に「M○○EX」（メガ○○イーエックス）とついている（例えば「MフシギバナEX」）。分類は「M進化（メガシンカ）」であり、進化ポケモンとして扱う。一般の進化ポケモンと進化方法の違いはないが、特別な場合を除いてM進化すると自分の番が終わる（M進化のルール）。M進化ポケモンを直接ベンチに出した場合、自分の番は終わらない。各ポケモンのカード専用の「ソウルリンク」と名の付くカードを使用することで、M進化しても自分の番が終了しなくなる。なお、カード名のとおりポケモンEXでもあるため、カードの説明文に「ポケモンEX(大文字)」と書いている場合、M進化ポケモンも対象になる他、気絶すると相手にサイドを2枚とられる。
プラズマ団のポケモン
「プラズマ団のカード」に属するポケモン。カードに「プラズマ団マーク」がついているが通常のポケモンと同名であり、例えば「ギギギアル[プラズマ団]」（公式的呼称）などと呼んで区別する。「プラズマ団のポケモンEX」も存在する。また、ついているポケモンをプラズマ団のポケモンとして扱う効果を持つポケモンのどうぐも存在する。
BREAK進化ポケモン（ブレイクしんかポケモン）
XYシリーズの後期（XY BREAKシリーズ）に登場した、エネルギーを浴びて体が金色に輝いているポケモン。本来それ以上進化しないポケモンが更に進化した姿である。カード名に「○○BREAK」とついている。横向きのカードとなっており、進化前のポケモンの特性やワザなどが見える様に、イラスト部分から上に重ねて進化させる（進化前のカードと合わせてT字の形となる）。BREAK進化ポケモンには、にげるためのエネルギー、弱点、抵抗力は書かれておらず、これらの能力は進化前のものを引き継ぐ。上記の「ポケモンLV.X」と類似点が多く、進化前のワザ・特性を引き継ぎ、使うことができる。これら進化前の能力の引き継ぎを総称してBREAK進化のルールと呼ぶ。ただし、過去のカードがもつポケパワー・ポケボディーや古代能力は引き継げない。
ポケモンGX（ジーエックス）
SMシリーズ拡張パック第1弾「コレクションサン・コレクションムーン」から登場。前述の「ポケモンex（エクストラ）」や「ポケモンEX」の後継的存在である。ポケモンGXは、カード名に「○○GX」とついている。HPが高かったり強力なワザや特性を持つものが多いが、気絶した場合、相手にサイドを2枚とられる（GXルール）。ポケモンEXとは異なり、進化形のポケモンは、通常のポケモンから進化する進化ポケモンとして登場している（仕組みとしてはポケモンex（エクストラ）に近い）。
ポケモンGXはGXワザという特別なワザを持つ。GXワザは1回の対戦の中で各プレイヤー1回しか使うことができない代わりに、強力なダメージや効果を持っている。
TAG TEAM（タッグチーム）
SMシリーズ拡張パック第9弾「タッグボルト」から登場した、1枚に2〜3匹のポケモンのチームが描かれたポケモンのカード。TAG TEAMはすべてポケモンGXであり、本来進化形のポケモンが含まれていてもすべてたねポケモンである。通常のポケモンGX以上に高いHPや強力なワザ・特性を持つが、気絶すると相手にサイドを3枚とられる（TAG TEAMルール）。
TAG TEAMの持つGXワザは、ワザに必要なエネルギーよりも多くエネルギーがついていたり、番の中で特定のサポートを使っていたりといった条件を満たすと、ダメージや効果が追加で発生する。
ウルトラビースト
SMシリーズ拡張パック第4弾「覚醒の勇者・超次元の暴獣」から登場。「ウルトラビーストを手札に加える」などの効果の対象となる以外に通常のポケモンとの違いはない。「ウルトラビーストのポケモンGX」も存在する。
プリズムスターのポケモン
SMシリーズ・第5弾「ウルトラサン・ウルトラムーン」から登場。後述するプリズムスターのルールを持ったポケモンで、本来進化形のポケモンもたねポケモンとして登場している。
ポケモンV（ブイ）
Sシリーズの「スターターセットV」から登場。前述の「ポケモンGX」の後継的存在である。ポケモンVには、カード名に「○○V」とついている。HPが高かったり強力なワザや特性を持つものが多いが、気絶した場合、相手にサイドを2枚とられる（Vルール）。
ポケモンGXとは異なり、本来進化形のポケモンもたねポケモンとして登場している（仕組みとしてはポケモンEX（イーエックス、大文字）に近い）。
ポケモンVMAX（ブイマックス）
Sシリーズ拡張パック第1弾「ソード・シールド」から登場。ゲーム版におけるダイマックス、キョダイマックス、ムゲンダイマックスを再現したもので、特定のポケモンVから進化させる。カード名に「○○VMAX」とついている。分類は「V進化」であり、進化ポケモンとして扱う。一般の進化ポケモンと進化方法の違いはない。TAG TEAMを超える程の高いHPを持ち、ワザや特性も強力なものが多いが、気絶すると相手にサイドを3枚とられる（VMAXルール）。ポケモンVMAXはポケモンVの一部であり、カードの説明文に「ポケモンV」と書かれている場合、ポケモンVMAXも含まれる。
ポケモンVSTAR（ブイスター）
Sシリーズ拡張パック第17弾「スターバース」から登場。特定のポケモンVから進化させる。カード名に「○○VSTAR」とついている。分類は「V進化」であり、進化ポケモンとして扱う。一般の進化ポケモンと進化方法の違いはない。HPは通常のポケモンVとポケモンVMAXの中間ほどで、通常のワザひとつに加えて、VSTARパワーという特別なワザや特性を持っている。VSTARパワーは1回の対戦の中で各プレイヤー1回しか使うことができない代わりに、強力なダメージや効果をもつ。気絶すると相手にサイドを2枚とられる（VSTARルール）。ポケモンVSTARはポケモンVの一部であり、カードの説明文に「ポケモンV」と書かれている場合、ポケモンVSTARも含まれる。
ポケモンV-UNION（ブイユニオン）
Sシリーズの中期から登場。4枚のカードを合体させて1体のポケモンとして戦う。カード名に「〇〇V-UNION」とついている。分類は「V-UNION」であり、たねポケモンでも進化ポケモンでもない。手札から直接ベンチに出すことはできず、自分のトラッシュに同名のV-UNIONのカードが4枚ある状態でベンチに空きがある場合に出すことができる。同名のポケモンV-UNIONは1回の対戦中に1回だけ出せるが、違う名前なら複数のV-UNIONを並べることもできる。300を超えるHPと、VMAXよりも強力なワザを4つ持っており（内1つは、共通ワザの「ユニオンゲイン」）、複数の特性を持つものもある。気絶した場合、相手にサイドを3枚取られる（V-UNIONルール）。ポケモンV-UNIONはポケモンVの一部であり、カードの説明文に「ポケモンV」と書かれている場合、ポケモンV-UNIONも含まれる。
かがやくポケモン
Sシリーズ拡張パック「バトルリージョン」から登場。前述の「ひかるポケモン」や「ポケモン☆」のリメイクともいえるカード群で、ゲーム版における「色違いのポケモン」に相当する。本来進化形のポケモンであっても、分類はすべて「たね」である。かがやくポケモンは、カード名に「かがやく○○」とついている。ポケモン☆と同様に、かがやくポケモンはデッキに1枚しか入れることができない（かがやくポケモンのルール）が、ワザや特性が非常に強力なものが多い。

### エネルギーのカード
場のポケモンにつけて使用するカード。原則として自分の番に1回、手札から1枚つけられる。ワザや「逃げる」を使うために必要となる。基本エネルギーと特殊エネルギーに分かれる。
基本エネルギー
特殊な効果を持たないエネルギーのカード。草・炎・水・雷・超・闘・悪・鋼・フェアリーの9種類存在し、それぞれのタイプのエネルギー1個分としてはたらく。タイプを問わず、デッキに合計何枚でも入れることができる。DPtシリーズまでの基本エネルギーのカードにはカード名が記載されておらず、呼称はかつて「○エネルギー」であったが、現在は「基本○エネルギー」と呼ぶ。
「悪エネルギー」と「鋼エネルギー」はPCGシリーズまでは特殊エネルギーのカードとしてのみ存在していたが、DPシリーズからは基本エネルギーのカードとしても登場している。
特殊エネルギー
特殊な効果を持つエネルギーのカード。基本エネルギーと異なり、デッキに入れられる枚数には他のカードと同様の制限（スタンダードデッキでは4枚まで）がある。今までに多くの種類が登場しているが、代表的なものを以下に挙げる。
特殊悪エネルギー
悪エネルギー1個ぶんとしてはたらく。悪ポケモンについている場合、1枚につき、ワザで相手のバトルポケモンに与えるダメージが「+10」される。
特殊鋼エネルギー
鋼エネルギー1個ぶんとしてはたらく。鋼ポケモンについている場合、1枚につき、相手のポケモンのワザで受けるダメージが「-10」される。
無色2個エネルギー/ダブル無色エネルギー/ツインエネルギー/ダブルターボエネルギー
ポケモンについている限り、無色エネルギー2個ぶんとしてはたらく。初期シリーズのスターターパック以来、類似した効果をもつカードが名前を変えつつ登場している。カードによっては、条件次第で無色エネルギー1個ぶんとしてはたらく、ワザで相手ポケモンに与えるダメージが「−20」されるといったデメリットが付随している。
レインボーエネルギー/マルチエネルギー/オーロラエネルギー/プリズムエネルギー/ルミナスエネルギー
ポケモンについている限り、すべてのタイプを持つエネルギー1個ぶんとしてはたらく（フェアリータイプが存在するレギュレーションにおいてはフェアリータイプも含まれる）。カードによっては、条件次第で無色エネルギー1個ぶんとしてはたらく、そのポケモンにダメカンを1個のせる、自分の手札を1枚トラッシュするといったデメリットが付随している。
ブレンドエネルギー/ユニットエネルギー
ポケモンについている限り、いくつかのタイプのエネルギー1個ぶんとしてはたらく（タイプはカードの説明文に記載）。ポケモンについていない時は、無色エネルギー1個ぶんとして扱う。
カードの説明文で、単に「○エネルギーを1個トラッシュ」などと指示された場合、指定されたタイプを含む特殊エネルギーも対象となる。一方、「基本○エネルギーを1個トラッシュ」と指示された場合、それらの特殊エネルギーはトラッシュできない。そのような記述を含む説明文には、「トラッシュできないなら、このワザは失敗」などと明記されている場合もある。

### トレーナーズのカード
戦闘を補助するカード。グッズ、ポケモンのどうぐ、サポート、スタジアムの4種類に分類される。eシリーズまでは分類が「トレーナーカード」、PCGシリーズまでは「トレーナー」、DPtシリーズまでは「トレーナーのカード」であったが、BWシリーズから「トレーナーズ」に改称された。以前のシリーズのカードに書かれている旧称は、「トレーナーズ」と読み替える。

#### グッズ
グッズは、1ターンに何枚でも使用できるトレーナーズである。DPtシリーズまでは「トレーナー」と呼ばれていたものが、Lシリーズの開始に合わせて現在の名称に変更となった。DP〜DPtシリーズのカードに書かれている「トレーナー」は、「グッズ」と読み替える。基本的に使用後すぐにトラッシュする。
以下に、特別な使い方をするグッズを挙げる。
ワザマシン
VSシリーズからDPtシリーズにかけて登場した、現在のスタンダードレギュレーションからは除外されているグッズのサブカテゴリ。SVシリーズでポケモンのどうぐとして復活し、こちらはスタンダードレギュレーションでも使える。ポケモンにつけて使用し、1匹のポケモンに何枚でもつけられる。SVシリーズで復活したものは、後述の「ポケモンのどうぐ」という別のサブカテゴリに該当するため、1匹のポケモンに1枚しか付けられない。カードにワザが書かれており、このカードをつけたポケモンのワザとして使用できる（エネルギーについては別途指定された条件に従う）。つけられるポケモンに制限のあるものも存在し、ワザマシンに書いてあるワザを使用した番の終わりにトラッシュするものもある。SVシリーズのワザマシンは、原則としてつけた自分の番の終わりにトラッシュする。ポケモンについているワザマシンのワザは、「ポケモン（のカード）に書いてあるワザ」や「ポケモンが持っているワザ」として扱われない。
ロケット団秘密メカ
初期シリーズからPCGシリーズにかけて登場した、現在のスタンダードレギュレーションからは除外されているグッズのサブカテゴリ。使い方は通常のグッズと同じである。
〜の化石（かせき）
ゲーム版でオムナイトやリリーラなどに復元される化石（またはコハク）を基にしたカードである。分類は「グッズ」であるが、ポケモンとして場に出すことが可能であるなど、特殊なルール（化石のルール）を持っている。場以外にある時はグッズとして扱うため、例えば「山札のたねポケモンをベンチに出す」という効果でこのカードを選ぶことはできない。
なにかの化石
初期シリーズ拡張パック第3弾「化石の秘密」からPCGシリーズにかけて登場。
最大HPが「10」（PCGシリーズからは「50」）の「たねポケモン」として場に出すことができる。「なにかの化石」から進化できる「進化カード」なら、どのポケモンにでも進化できる。ワザは持っていないが、ワザマシンに書いてあるワザを使うことはできる。
気絶しても相手はサイドをとれないことに加え、自分の番に任意にトラッシュできる（この効果は気絶ではない）。この効果により、相手にサイドを取らせないための時間稼ぎに使われることがあった。DPシリーズ開始後に発売されたPCGシリーズの商品「ワールドチャンピオンズパック」からは、気絶すればサイドを1枚とられる様になった。
ADVシリーズからは、ポケモンのタイプとして無色タイプが設定された。また、特殊状態にならず、逃げられないようになった。
ツメの化石、ねっこの化石
ADVシリーズから登場。最大HPが「40」の無色タイプのたねポケモンとして場に出すことができ、それぞれ特定の1進化ポケモンにのみ進化できる（例えば、「ねっこの化石」からは「リリーラ」にのみ進化できる）。
気絶しても相手はサイドをとれないことに加え、自分の番に任意にトラッシュでき（この効果は気絶ではない）、自動で反撃や回復を行うポケボディーを持っている。この効果により、相手にサイドを取らせないための時間稼ぎに使われることがあった。こちらもPCGシリーズの「ワールドチャンピオンズパック」からは、気絶すればサイドを1枚とられる様になった。
〜の化石（DP〜DPt、SV）
DPシリーズの開始に伴い、「なにかの化石」は登場しなくなった。代わりに「かいの化石」「こうらの化石」などゲーム版のアイテムに準拠した名称のカードに細分化され、それぞれ特定の1進化ポケモンにのみ進化できるようになった（例えば、「かいの化石」は「オムナイト」に進化できる）。「ツメの化石」「ねっこの化石」も続投し、新たに「ずがいの化石」などが登場した。また、気絶したときにサイドを1枚とられるようになった。DPtシリーズまでのすべての「〜の化石」はポケボディーを持っている。
グッズ「ひみつのコハク」も同時に登場し、同様の性質を持つものの、カード名に「〜の化石」と含まれないため、一部のカードの対象にならないなど仲間外れとなっている。
SVシリーズではDP・DPtシリーズの仕様で再登場した（ポケボディーは現在の仕様に合わせて特性に変更されている）。
〜の化石（BW〜XY）
BWシリーズで再登場した「〜の化石」は、効果が抜本的に変更され、「山札の下から7枚にある復元ポケモンをベンチに出す」カードになった。かつての「化石のルール」を持つグッズと同名のカードにならないよう、例えば「ひみつのコハク プテラ」のように、対応する復元ポケモンの名をカード名に付加したものもある。これは同名のグッズが再登場した場合、#カードの効果変更で説明するように、以前に登場したカードの効果が最新版と同じものに変更され、過去のルールにおいて「化石のルール」を持つグッズから進化する1進化ポケモン（およびその上の2進化ポケモン）を使用することができなくなってしまう事態を防ぐためである。
なぞの化石、めずらしい化石（SM〜S）
SM〜Sシリーズで登場。再びDPt以前と同様にポケモンとして場に出す効果となった。ゲーム版『X・Y』までに登場した、化石から復元されるポケモンはすべて「なぞの化石」から進化する形にまとめられた。また、ゲーム版『ソード・シールド』で新たに登場した、化石から復元されるポケモンはすべて「めずらしい化石」からの進化となる。DPtシリーズまでと異なり、場に存在する場合は分類「たね」を伴い、ポケモンのどうぐ「しんかのきせき」などの効果がはたらく。

#### ポケモンのどうぐ
場のポケモンにつけて使用し、ついているだけで自動的に効果を発揮する。指示がない限りこのカードはトラッシュせず、ポケモンにつけたままにしておく。原則として、1匹のポケモンに対し2枚以上つけることはできない。つける対象のポケモンや、効果がはたらくポケモンに制限のあるものも存在する。
Sシリーズまではグッズのサブカテゴリだったが、SVシリーズからは独立したトレーナーズのジャンルになった。このため現在は、グッズを対象とする効果でポケモンのどうぐを選択することができない。
BWシリーズ拡張パック第9弾「メガロキャノン」では、後述のワザマシンと同様の効果をもつポケモンのどうぐが初めて登場した。ポケモンのどうぐであるため、1匹のポケモンに複数つけることはできない。
ポケモンのどうぐF
XYシリーズ拡張パック「ファントムゲート」で初登場したポケモンのどうぐの一種。カード名に「フレア団ハイパーギア」とついている。現在のスタンダードレギュレーションからは除外されている。一般のポケモンのどうぐとは異なり、相手のポケモンEXにつけて使う（自分のポケモンや、ポケモンEX（イーエックス、大文字）以外につけることはできない）。不利な効果をもち、他のポケモンのどうぐをつけられなくなるため、相手への妨害に使える。カードの説明文に「ポケモンのどうぐ」とあれば、ポケモンのどうぐFも含まれる。
Zクリスタル
SMシリーズ後期に登場したポケモンのどうぐの一種。特定のワザを持つ者はそのポケモンのどうぐに書かれているGXワザを使うことができる（ワザを使うためのエネルギーは必要）。
いちげきの巻物/れんげきの巻物
Sシリーズ拡張パック「一撃マスター」・「連撃マスター」から登場したポケモンのどうぐの一種。いちげきの巻物は「いちげき」のポケモン、れんげきの巻物は「れんげき」のポケモンにしか効果がない。このカードをつけたポケモンは、カードに書いてあるワザを使えるようになる（ワザを使うためのエネルギーは必要）。
○○の封印石
Sシリーズ末期に登場したポケモンのどうぐの一種。Vポケモンに付けることでそのポケモンのどうぐに書かれているVSTARパワーを使うことができる。

#### サポート
原則として自分の番に1枚だけ使用できるトレーナーズ。手札を充実させるなど、基本的にグッズより強力な効果を効果を持ち、バトルの組み立てにおいて重要である。Sシリーズ以降、先行プレイヤーの最初の番でサポートは使えないが、過去のルールでは使用可能な時代もあった。Lシリーズまで「サポーター」と呼ばれていたものが、BWシリーズの開始に合わせて現在の名称に変更となった。以前のシリーズのカードに書かれている「サポーター」は、「サポート」と読み替える。同時に、ターン終了までバトル場の横に置いておくというルールがなくなり、使用後はグッズと同様すぐにトラッシュするようになった。
TAG TEAMのサポート
SMシリーズ拡張パック第12弾「オルタージェネシス」から登場。のぞむなら、使用時に追加の条件を満たし、追加効果を得ることを選択可能。

#### スタジアム
自分の番に1枚だけ使用できるトレーナーズ。バトル場の横に出して使用し、場に置いてあるだけで効果を発揮する（効果の使用を宣言しなければならないものもある）。スタジアムは、お互いのプレイヤーもしくはポケモンに影響する（ただし、効果を受けるには条件がある場合が多い）。基本ルールを変更するような強力な効果を持つものもある。

### ポケモン・エネルギー・トレーナーズに跨る特殊なカード
プラズマ団
BWシリーズ・第7弾「プラズマゲイル」から登場。ポケモン・特殊エネルギー・トレーナーズのそれぞれに、プラズマ団のカードが存在する。「プラズマ団のカードを手札に加える」などの効果の対象となるが、他のカードとルール上の違いはない。
ACE SPEC（エーススペック）
BWシリーズ拡張パック第6弾「フリーズボルト・コールドフレア」から登場。XYシリーズには登場しなかったが、SVシリーズの途中で復活した。特殊エネルギー、トレーナーズのカードとして登場している。非常に強力な効果を持つが、ACE SPEC全体でデッキに1枚しか入れることができない（ACE SPECのルール）。「プラズマ団のACE SPEC」も存在する。
プリズムスター
SMシリーズ・第5弾「ウルトラサン・ウルトラムーン」から登場。ポケモン・特殊エネルギー・トレーナーズのそれぞれに、プリズムスターのカードが存在する。強力な効果を持つが、同じ名前のプリズムスターのカードはデッキに1枚しか入れられない上に、トラッシュされる際にはロストゾーンに置かれるため、再利用することができない。

### カードの効果変更
ポケモンを除く同名のカードがのちに異なる効果で再録された場合、すべての同名カードの効果を最新のものに統一するという措置が採られる。また、再録されることなく、他のルール変更に付随して効果が変更される場合もあり、シリーズの変わり目など、再録前に行われた事例もある。これらをまとめて俗にエラッタという。
公式大会においては、レギュレーションで定められた「使用できるカード」と同名のカードかつ、トレーナーズまたは特殊エネルギーならば、ADVシリーズ以降のどのカードを使用してもよいことになっており、効果変更される前の旧カードも、最新版の効果に読み替えて使用できる。例えばBWシリーズ以降のカードを使用する大会で、DPシリーズのグッズ「モンスターボール」を代用カードとして使用できる。しかし、例えばPCGシリーズ以前のグッズ「マスターボール」は、BWシリーズのACE SPECのグッズ「マスターボール」とは別名扱いとされ、旧カードはエラッタされておらず、公式大会では使えない。
また、ポケモンに関しては同一性能かつ同一ポケモンのカードが後のシリーズで再登場しても古いシリーズの同一性能かつ同一ポケモンのカードをスタンダードレギュレーションで使用することはできない。例えばSVシリーズ拡張パック「ブラックボルト」に収録されている「シビビール」はBWシリーズ拡張パック「レッドコレクション」に収録されていた「シビビール」と同一性能だが、「レッドコレクション」に収録の「シビビール」は現在のスタンダードレギュレーションでは使用できない。
以下に、BWシリーズ以降におけるエラッタの例を挙げる。
グッズ「きずぐすり」
LEGENDシリーズまでは回復するダメージが「20」であったが、BWシリーズから「30」となった。多くのエラッタは、このように比較的小規模なものである。
グッズ「ポケモンキャッチャー」
XYシリーズから「コインを1回投げてオモテなら」という条件が追加された。このように大幅な弱化を伴うエラッタがなされることもある。
グッズ「スーパーボール」
LEGENDシリーズの「自分の山札にあるたねポケモンのカードを、1枚ベンチに出す」から、BWシリーズの「自分の山札の上から7枚にあるポケモンのカードを、1枚手札に加える」へ、効果が大幅に変更された。すなわち、検索する範囲が小さくなった代わりに、任意のポケモンを選べるようになった。
ポケモン「ジラーチ（Pt2）」
原則としてポケモンのカードは同名カードであっても再録として扱われないため、効果が変更されることはないが、これはポケモンのカードがエラッタされた珍しいケース。DPtシリーズ拡張パック第2弾「時の果ての絆」に収録された本カードは、バトル場の横（当時のルールに存在した「サポーター置き場」を指す）に置いてあるサポートの効果を参照するワザ「リフレイン」を持っている。BWシリーズにおけるサポートの使用法変更に伴い、「この番に使ったサポートの内、1枚の効果を参照する」と変更された。

## コンピュータゲーム

### ポケモンカードGBシリーズ
ポケモンカードGBシリーズは、ゲームボーイ用ソフト（『GB2』はゲームボーイカラー専用）として発売されたコンピュータゲームシリーズ。実際のカードゲームが再現されているが、複雑な効果をもつカードは収録されていない。一部にゲームオリジナルのカードも登場する。
ポケモンカードGB
1998年12月18日発売。第1弾から拡張パック第3弾「化石の秘密」までに登場したカードが中心に登場する。ゲームオリジナルのカイリューのカードが付属した。
ポケモンカードGB2 GR団参上!
2001年3月28日発売。前作に登場したカードに加え、拡張パック第4弾「ロケット団」と拡張シートで登場したカードが中心に登場。「GR団」とは、「グレートロケット団」のことである。「GR団のミュウツー」「ルギア」のカードが付属した。

### ポケモンカードゲーム Online
ポケモンカードゲーム Onlineは、2009年11月20日から2010年8月31日までの期間限定でサービス提供されたブラウザゲーム。ポケモンカードゲームでは初となる人間同士のオンライン対戦が可能であった。デッキはあらかじめ用意されているものを使用し、改造はできないが、順次追加された。プレイするには「エキスパートデッキ リーフィアVSメタグロス +Online」に同梱されたアクセスナンバーが必要であった。
このサービスで対戦をするとポイントを得られ、ポイント数が上位の者にはデスクトップ用の壁紙がプレゼントされた。また、定期的にオンライン大会が開催され、このサービスを利用したポケモンワールドチャンピオンシップスの「ポケモンカードゲーム Online予選」も開催された。

### Pokémon Trading Card Game Pocket
Pokémon Trading Card Game Pocketは、2024年10月30日に配信が開始されたiOSおよびAndroid対応のスマートフォン向けゲームアプリ。略称は「ポケポケ」。開発は株式会社ポケモン、クリーチャーズおよびDeNA。
カードの収集、交換、対戦（対CPU戦、対人戦）が楽しめる。遊びやすさのため、デッキ枚数の変更やエネルギーカードの廃止など、一部ルールの変更・簡略化が行われている。

## 会員制サービス
ポケモンカードファンクラブ
初期シリーズ末期に開始された公式会員制度。登録するとIDカードが交付され、会員誌「ポケモンカードトレーナーズ」が毎号送付された（当初「ポケモンカードトレーナーズ」は市販もされていたが、途中からは会員限定となった）。会員は公式大会や会員誌への投稿などによって「ゲットGETポイント」を獲得でき、たまったポイントと引き換えに限定カード入手などの特典が受けられた。ADVシリーズ最初期に、後述する「ポケモンカードプレイヤーズ」へ移行する形で「ポケモンカードファンクラブ」は終了した。
ポケモンカードゲームプレイヤーズ（PCGP）
2002年、ADVシリーズ時代に立ち上げた公式会員制度。2005年3月より新規登録は無料・継続は有料、さらに2007年3月より継続も無料となった。登録するとIDカードが交付され、公式大会や会員主催イベントへの参加、会員誌「プレイヤーズニュース」や公式ホームページへの投稿などによってポイント「けいけんち（EXP）」が加算された。たまった「けいけんち」の値に応じて限定カードの入手、公式大会出場への当選確率上昇といった特典が受けられ、また国際大会の招待選手に選ばれることもあった。DPシリーズの時に「ポケモンカードゲームプレイヤーズ」は終了し、一部機能は「ポケモンだいすきクラブ」に移行した。
ポケモンだいすきクラブ
ポケモンの情報を扱う公式サイトの一つ。嘗ては会員制サイトであった。ポケモンカードゲームだけを扱ったサイトではないが、DPt〜Lシリーズ当時は、会員向けに「ポケモンだいすきクラブカード」が発行され、前述の「ポケモンカードファンクラブ」「ポケモンカードゲームプレイヤーズ」に相当するポイント加算や限定カードのプレゼントなどが「ポケモンだいすきクラブ」内のサービスの一つとして提供されていた。
ポケモンカードゲーム プレイヤーズクラブ
SMシリーズの時期にスタートした、現行の公式会員制サイト。公式大会へのエントリーや使用デッキ登録などを行うには会員登録が必須となる。チャンピオンシップポイント（CSP）を始めとする、大会に関する情報の閲覧も可能。

## ポケモンカードゲームガチャ
2014年6月23日より稼動のゲーム付きカード販売機。100円で2種類のミニゲームをした後、3枚以上のカードが排出される。ただし、ポケモントレッタのようなカードを使ってのゲーム機能はない。
第1弾は、XYシリーズ拡張パック「ライジングフィスト」を販売。その後も定期的にキャンペーンが行われていた。XYシリーズ終了と共に稼働を終了している。

## ポケモンカードゲームグミ
XYシリーズ拡張パック第6弾「エメラルドブレイク」以降、コンセプトパックや強化拡張パックやハイクラスパックを除いた通常の拡張パック各弾に合わせてタカラトミーアーツから発売されているグミキャンディ。モンスターボールを象ったグレープ味のグミキャンディ2個に加え、各パックから選ばれた20種類強のカードの内1枚が入っている。100円（税抜き）。

## 公式資格
ポケモンカードゲームのプレイヤー向けの公式資格として、「ポケモンカードゲーム ルールエキスパート」「ポケモンカードゲーム イベントオーガナイザー」「ポケモンカードゲーム 公認ジャッジ」いうものがある。第1回の資格認定試験は、2015年5月に全国4か所で行われた。同年8月7日より、両資格取得者による「ポケモンカードゲーム公認自主イベント」が開催されている。
ポケモンカードゲーム ルールエキスパート
ルールやマナー、カードの効果をよく理解していることを公式に証明する資格である。取得者には「ポケモンカードゲーム ルールエキスパート認定証ピンズ」が与えられる。2018年より試験は実施されなくなったが、2017年以前に取得したこの資格に有効期限はなく、この資格と「ポケモンカードゲーム イベントオーガナイザー」の両方を持っていれば、後述する「ポケモンカードゲーム 公認ジャッジ」としての活動が可能である。
ポケモンカードゲーム イベントオーガナイザー
自ら公認イベントを主催する権限を付与される資格である。2016年2月までは、事前に「ポケモンカードゲーム ルールエキスパート」を取得しているか、または同時に両資格試験を受験しなければならないとされていたが、2016年3月よりその必要はなくなった。取得者には「ポケモンカードゲーム イベントオーガナイザー認定証ピンズ」が与えられる。この資格には有効期限があり、更新する場合、審査を受ける必要があるとされている。
ポケモンカードゲーム 公認ジャッジ
2018年に新設された、「ポケモンカードゲーム イベントオーガナイザー」である事に加えて、ルールやマナーやカードの効果をよく理解していることを公式に証明する資格である。この資格を取得する事で、「ポケモンカードゲーム イベントオーガナイザー」の権限に加え、株式会社ポケモンが主催するイベントにジャッジとして参加する機会が得られる。取得者には「ポケモンカードゲーム イベントオーガナイザー」「ポケモンカードゲーム ルールエキスパート」の両方の認定ピンズが与えられる。2017年以前に「ポケモンカードゲーム ルールエキスパート」の資格を取得していた場合、更に「ポケモンカードゲーム イベントオーガナイザー」の資格も持っていれば、この資格を持っている事に相当する。

## レアカード
ポケモンカードで最も希少と言われているのが「ポケモンイラストレーター」でオークションサイトinvaluableにて19.5万ドル（約2100万円）で落札された。デザインはイラストレーターのにしだあつこ。
2020年7月、日本の越境ECモールZenPlusより過去最高額の2500万円にて、「ポケモンイラストレーター」がアメリカ向けに販売された。

## 投機対象として
1996年から販売が始まったカードゲームだが、2022年ごろに突如として中古価格が急騰し始めた。フリマサイトの取引価格を集計している「みんなのポケカ相場」が人気や流動性の高いカード138銘柄で算出する指数をみると、美品状態の中古平均価格は数千円から1万円での推移だったのが22年後半に3万円まで上昇。23年6月には6万5100円をつけた。2年間で6倍に跳ね上がった計算となる。
起点は2020年の新型コロナウイルスと言われ、対戦や大会が制限されたことで遊ぶための「実需」の買いが鈍り、代わりに巣ごもり需要で好きなカードを収集するコレクターが増えた。その後緊急事態宣言の解除で大会が再開され、休眠状態だったプレー需要が急回復し、供給が追いつかず急騰に拍車をかけた。品薄感に便乗した「転売ヤー」による買い占めも頻発し、店から商品が消えた。
パックの値上がりに並行して人気や希少性の高いカードには数百万円の値が付くようになり、ポケカを「資産」として保有する投機家も増えた。需要の広がりが品薄感を強め、さらなる買い手を呼び込んだ。TCGショップもこれに便乗する形で、1パック数万円程度の高額な「オリパ」を販売するようになり、一部では「射幸心を煽るもの」として問題視された。その後は徐々にメーカーの供給が増え、2024年末には、バブルは一旦落ち着いた。
2025年に入ると「トレーナーのポケモン」という販売戦術が買い手を再び呼び込み、2024年発売の拡張パック等を含めて品薄状態に逆戻りした。しかし、過去の反省を踏まえて、断続的な再販を行うようになったため、発売日から十数日後辺りには新パックでも再販されている。それでも人気の拡張パック等はすぐに品切れになるが。
一部のカードは中古市場やオークションで宝石並みの値が付くようになった。代表例が、2017年10月に発売された「ハイクラスパック GXバトルブースト」に収録されていたリーリエSR、通称「がんばリーリエ」で、完全な保存状態を示す「PSA10」の中古価格は2025年1月でも100万円を超え、ピーク時は買い取り価格が約1000万円まで跳ね上がった。物の価値の源泉は「有用性」、「希少性」、「審美性」のいずれかであるが、株のように配当があるわけでもなく、他のSRカードと比べて特に希少性があるわけでもない「がんばリーリエ」が異常に高騰しているのは、いわゆる「美人投票」だと推測されている。

## Webアニメ
『PATH TO THE PEAK 頂へのきずな』のタイトルで、2023年8月11日よりYouTubeにて配信。第1話は同日にパシフィコ横浜で開催されるイベント「ポケモンワールドチャンピオンシップス2023」でも上映される。
「ポケモンカードゲーム」を描いたアニメーションであり、主人公のエイバがパートナーのナゾノクサと共に自らの才能を発掘していくという内容になっている。

## 関連書籍
- デンゲキニンテンドーDS編集部『ポケモンカードゲーム 公式ルールブック+デッキ構築理論 2009年版』アスキー・メディアワークス、2009年。ISBN 978-4-04-867789-9。
- クリーチャーズ『ポケモンカードゲーム イラストコレクション』オーバーラップ、2014年。ISBN 978-4-86554-019-2。